# Ford Focus
 (avril 2023).
Si vous disposez d'ouvrages ou d'articles de référence ou si vous connaissez des sites web de qualité traitant du thème abordé ici, merci de compléter l'article en donnant les références utiles à sa vérifiabilité et en les liant à la section « Notes et références ».
La Ford Focus est une berline compacte produite par le constructeur américain Ford depuis 1998. Il s'agit de l'un des modèles de voiture les plus vendus au monde avec 16 millions d'unités produites pour les trois premières générations, dont 7 millions en Europe.

## Première génération (1998-2005)

### Phase 1 (1998-2001)

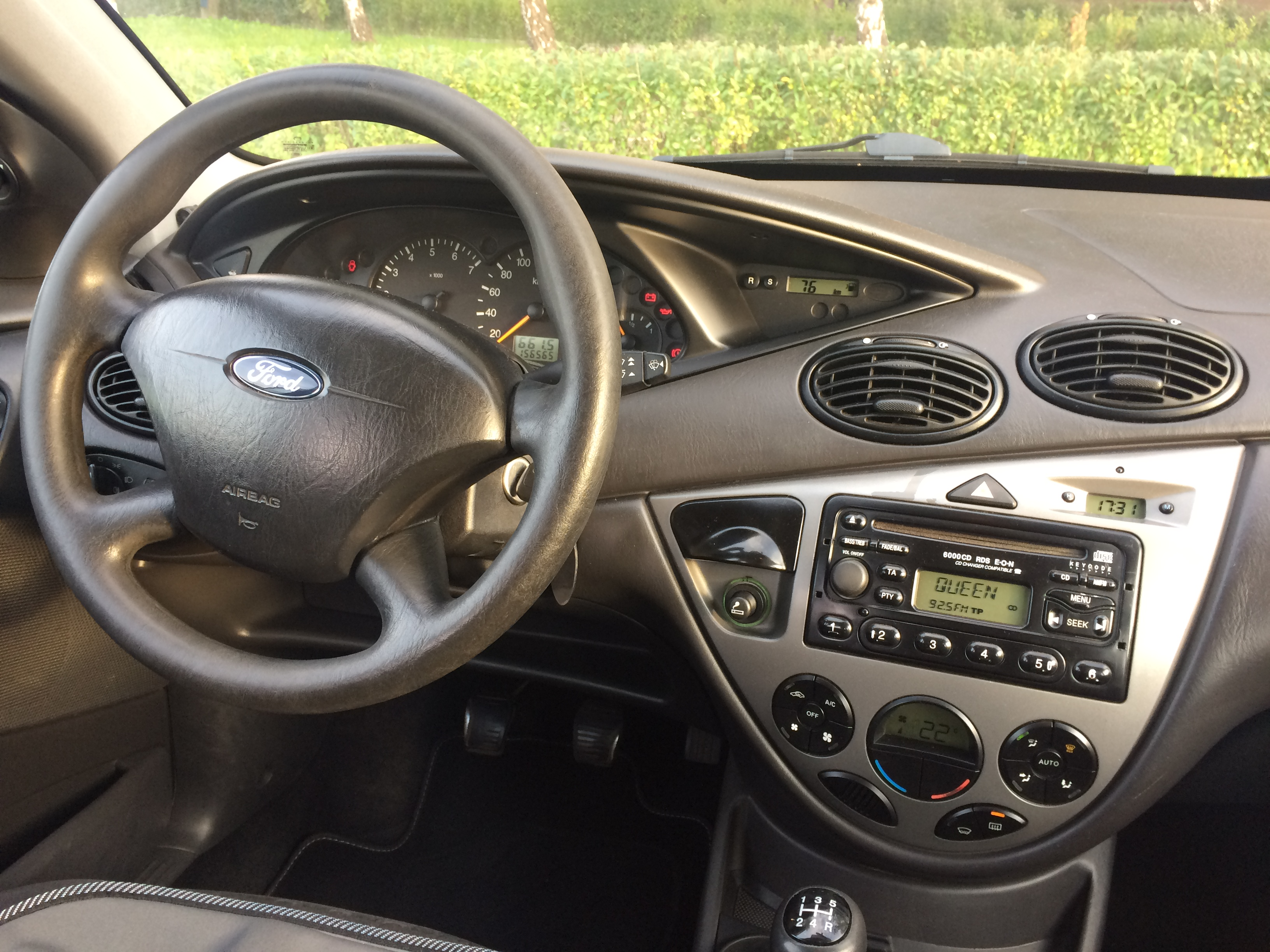
Intérieur

La Ford Focus est apparue sur le marché européen lors du Mondial de l'automobile de Paris 1998 pour succéder à la Ford Escort. Elle sera élue Voiture de l'année 1999 en Europe, 18 ans après la Ford Escort. On la retrouve aussi à partir de l'année 2000 sur le marché nord-américain, où elle remplaça la Ford Escort locale. Grâce à sa présence sur ces grands marchés, la Focus fut le modèle le plus vendu au monde au début des années 2000, pointant un moment simultanément dans le top 10 des ventes aux États-Unis et en Europe[réf. nécessaire].
Cette première Focus se décline en quatre variantes : 3 portes, 5 portes, 4 portes à malle et break. Sa gamme comprend de nombreuses motorisations Essence et Diesel, la version américaine ne disposant toutefois pas de Diesel.

### Phase 2 (2001-2005)
Un lifting a eu lieu début 2002, avant que le modèle ne soit remplacé en Europe par la deuxième génération de Focus fin 2004. Ce modèle a cependant continué sa carrière dans une version recarrossée en Amérique du Nord jusqu'en 2007 et est vendu jusqu'en 2010 sur certains marchés d'Amérique du Sud tels que l'Argentine.

### Galerie

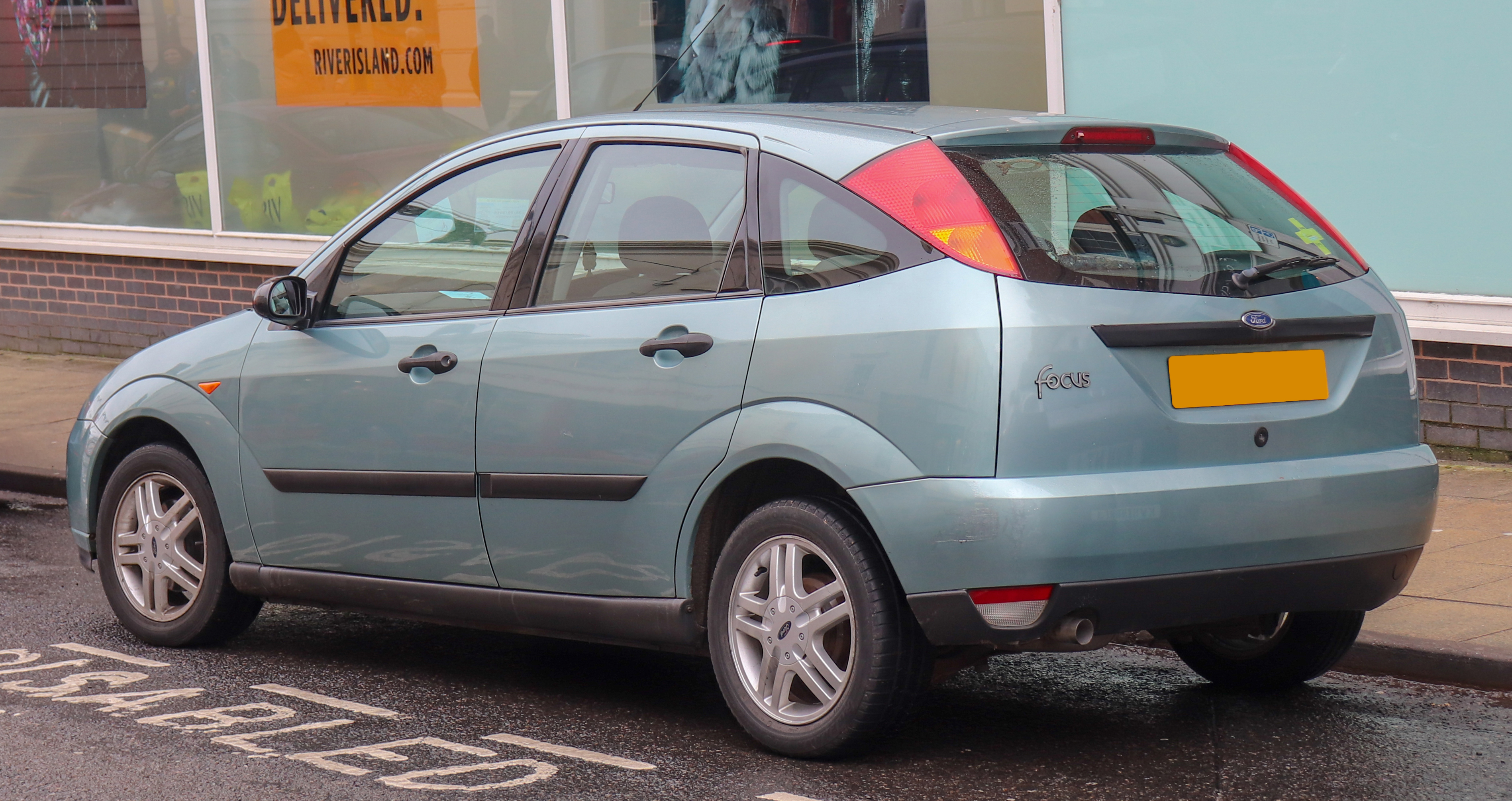
Ford Focus I phase 1 5 portes
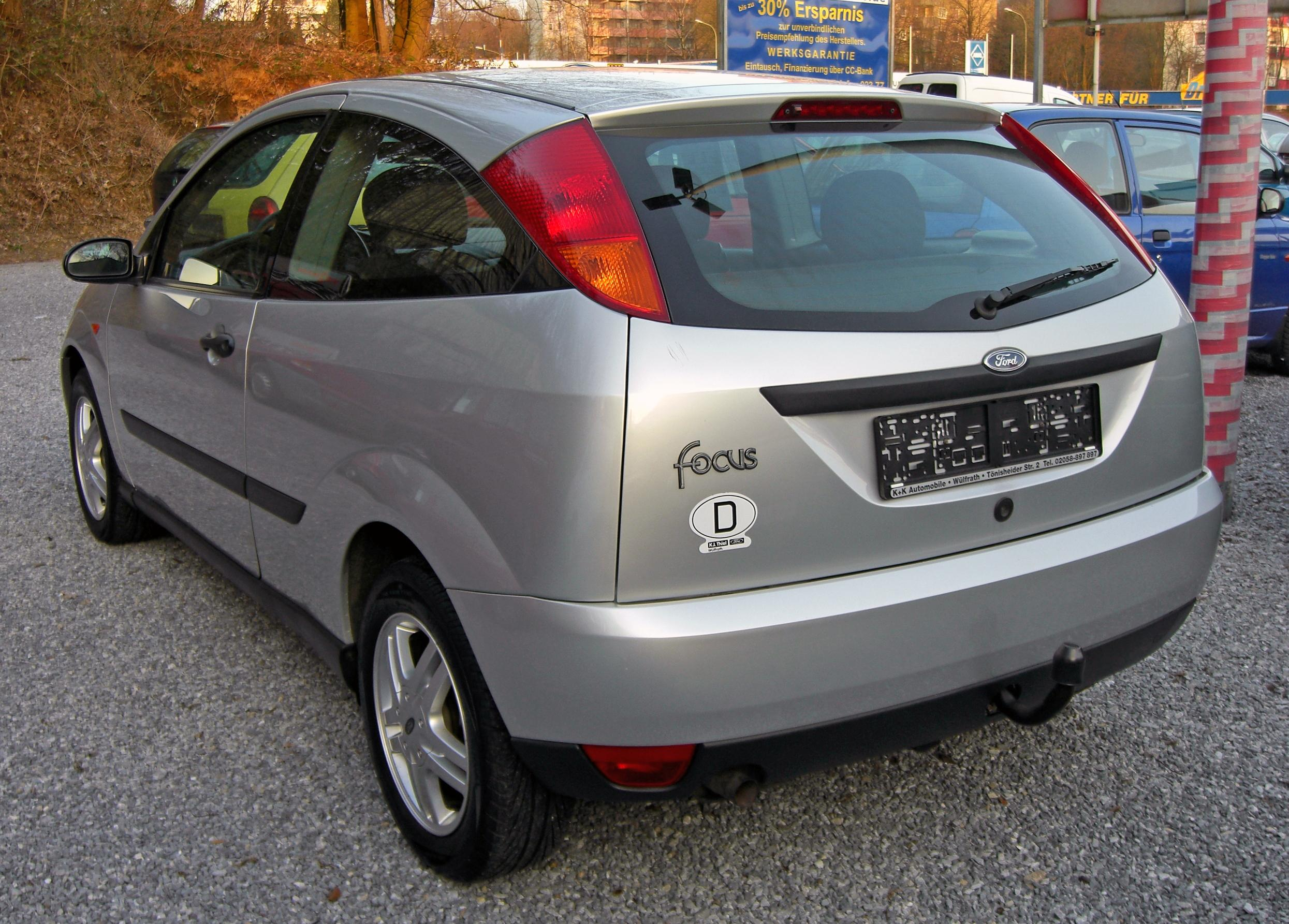
Ford Focus I phase 1 3 portes
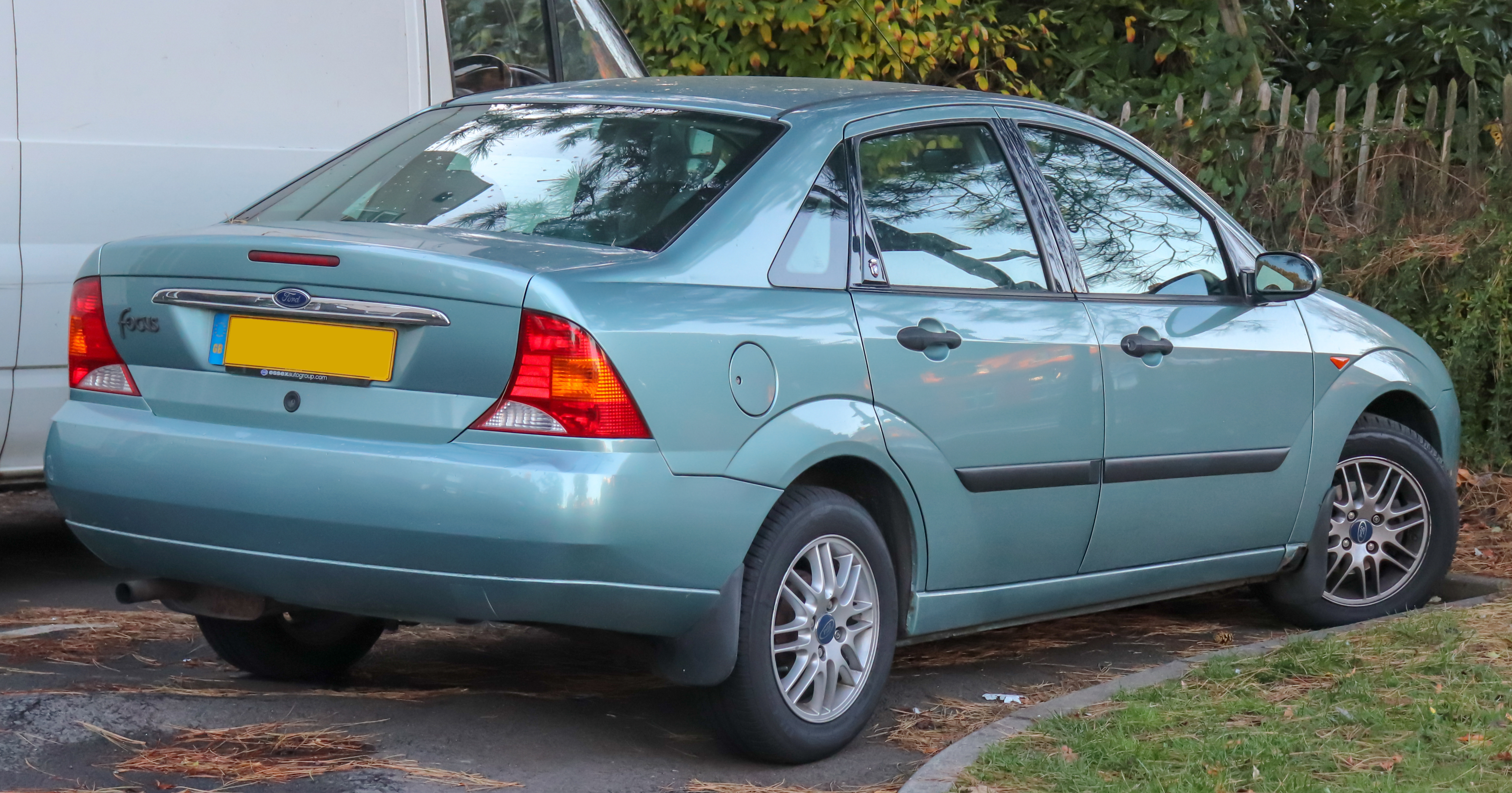
Ford Focus I phase 1 4 portes
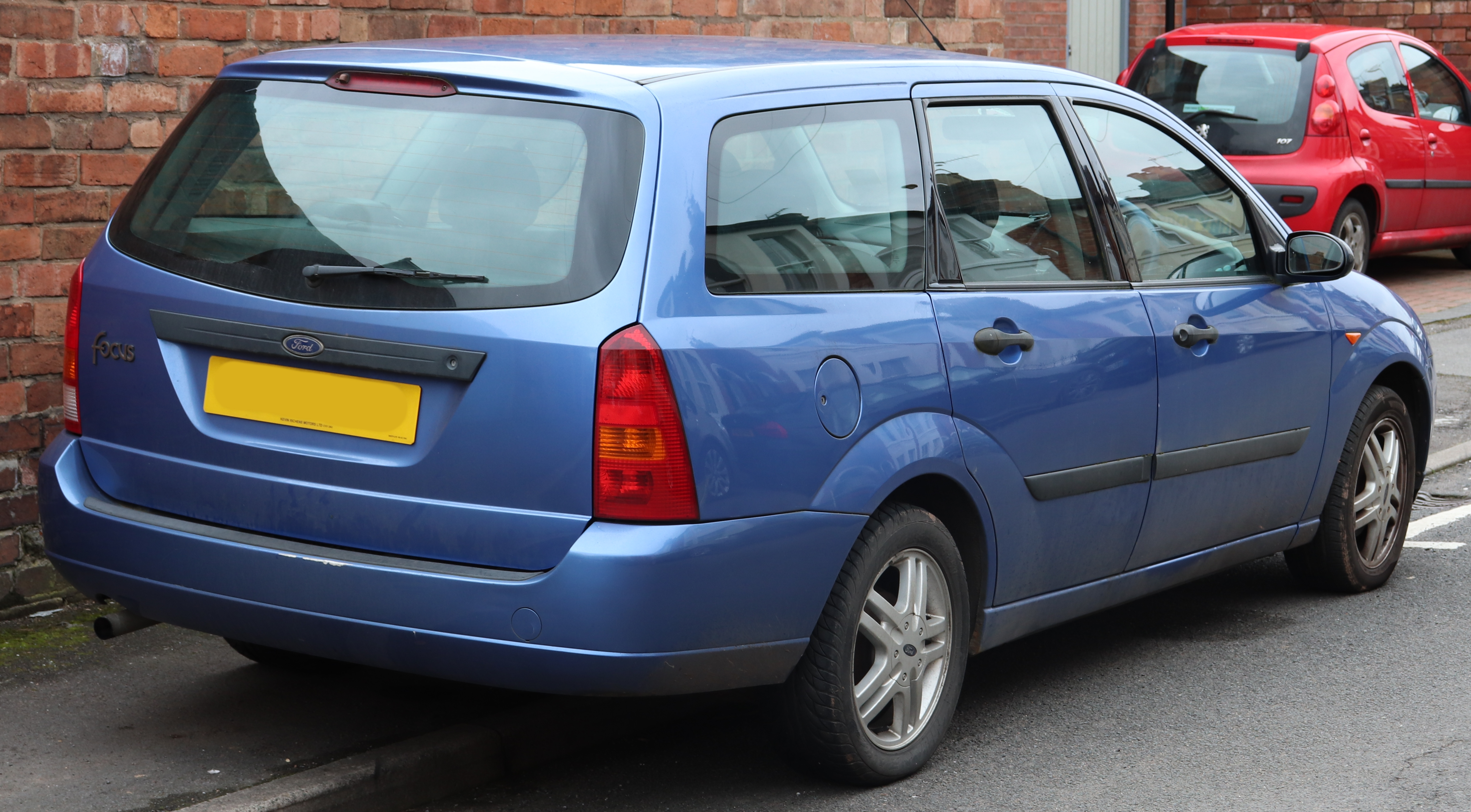
Ford Focus I phase 1 break
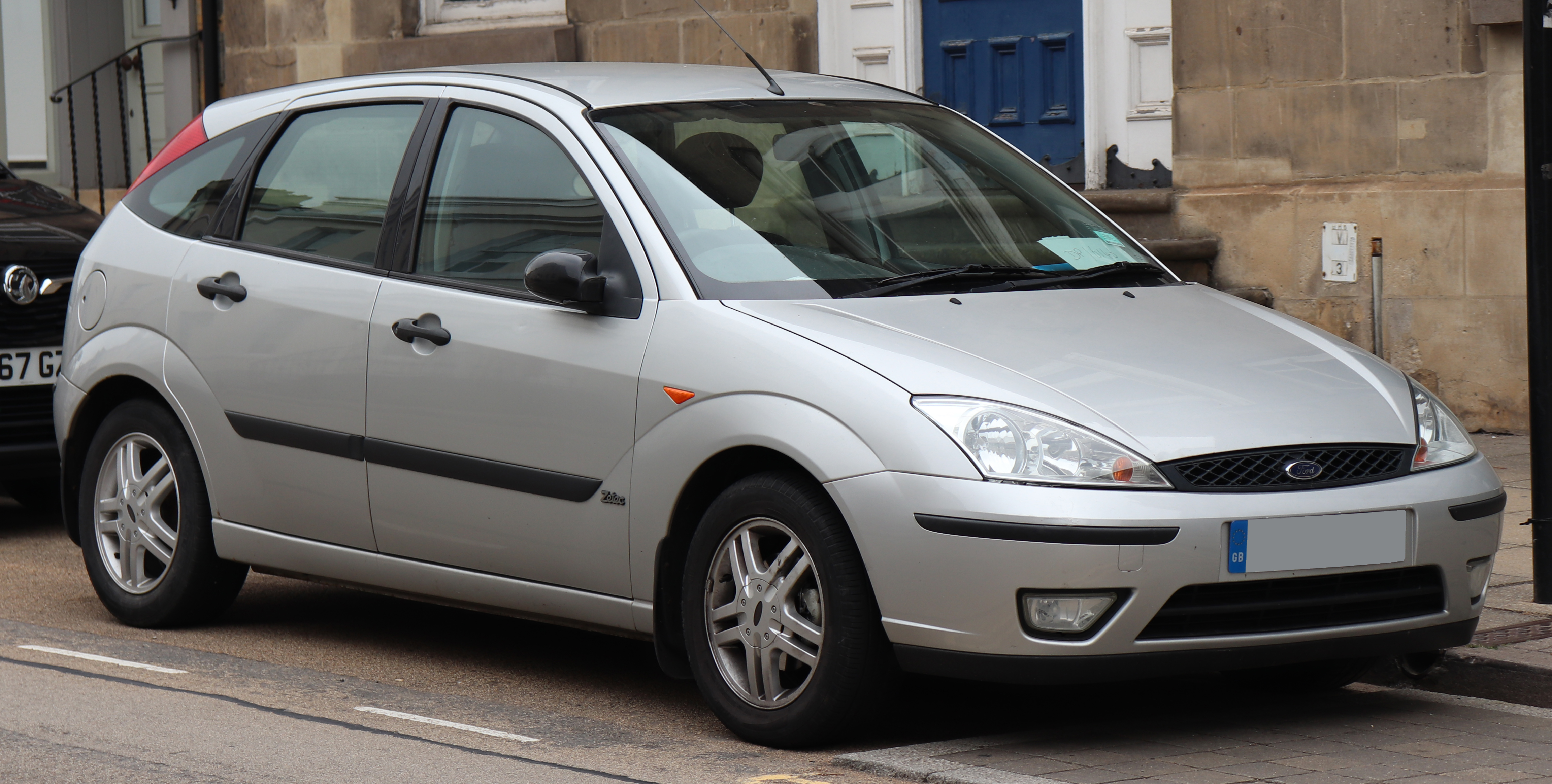
Ford Focus I phase 2 5 portes
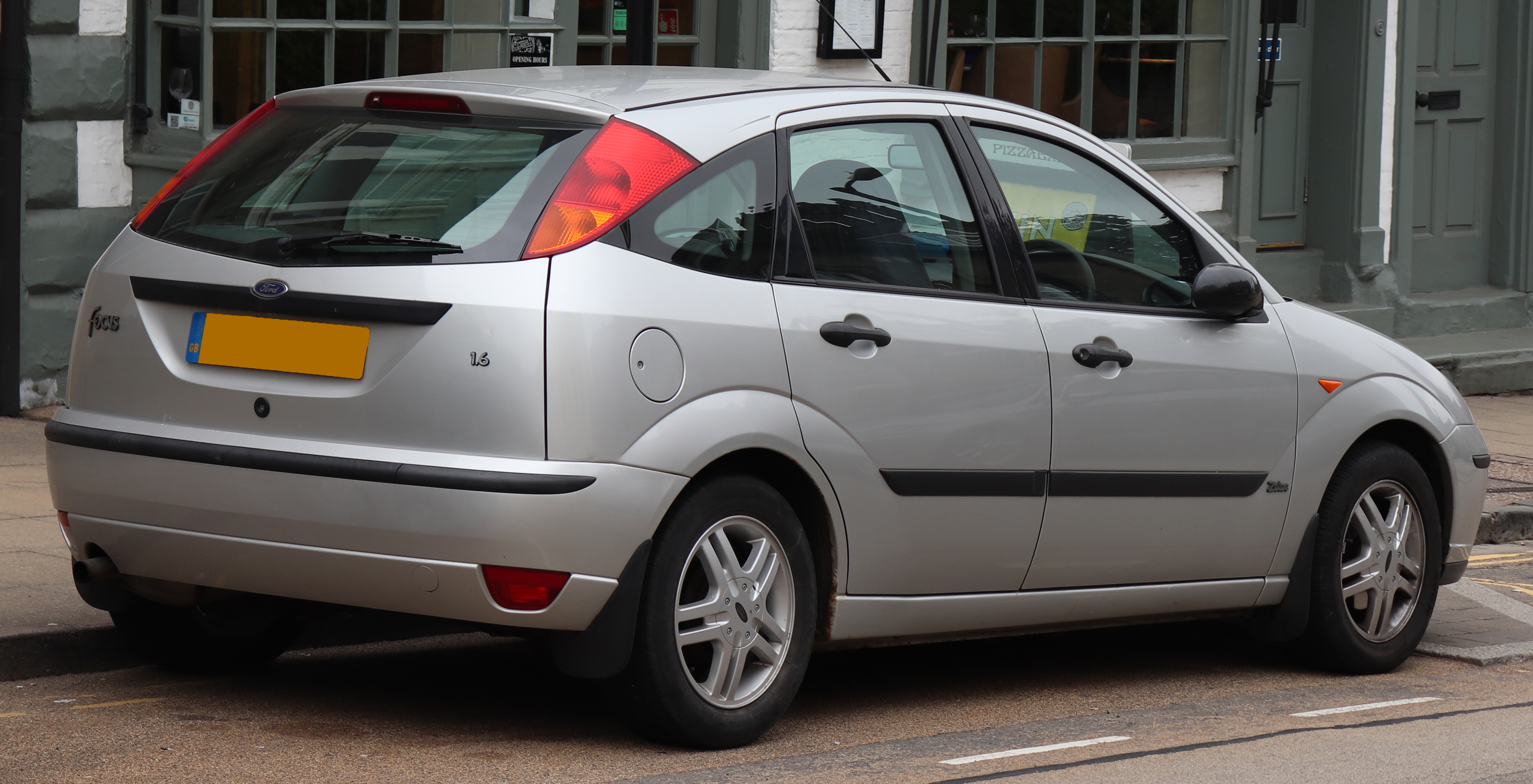
Ford Focus I phase 2 5 portes
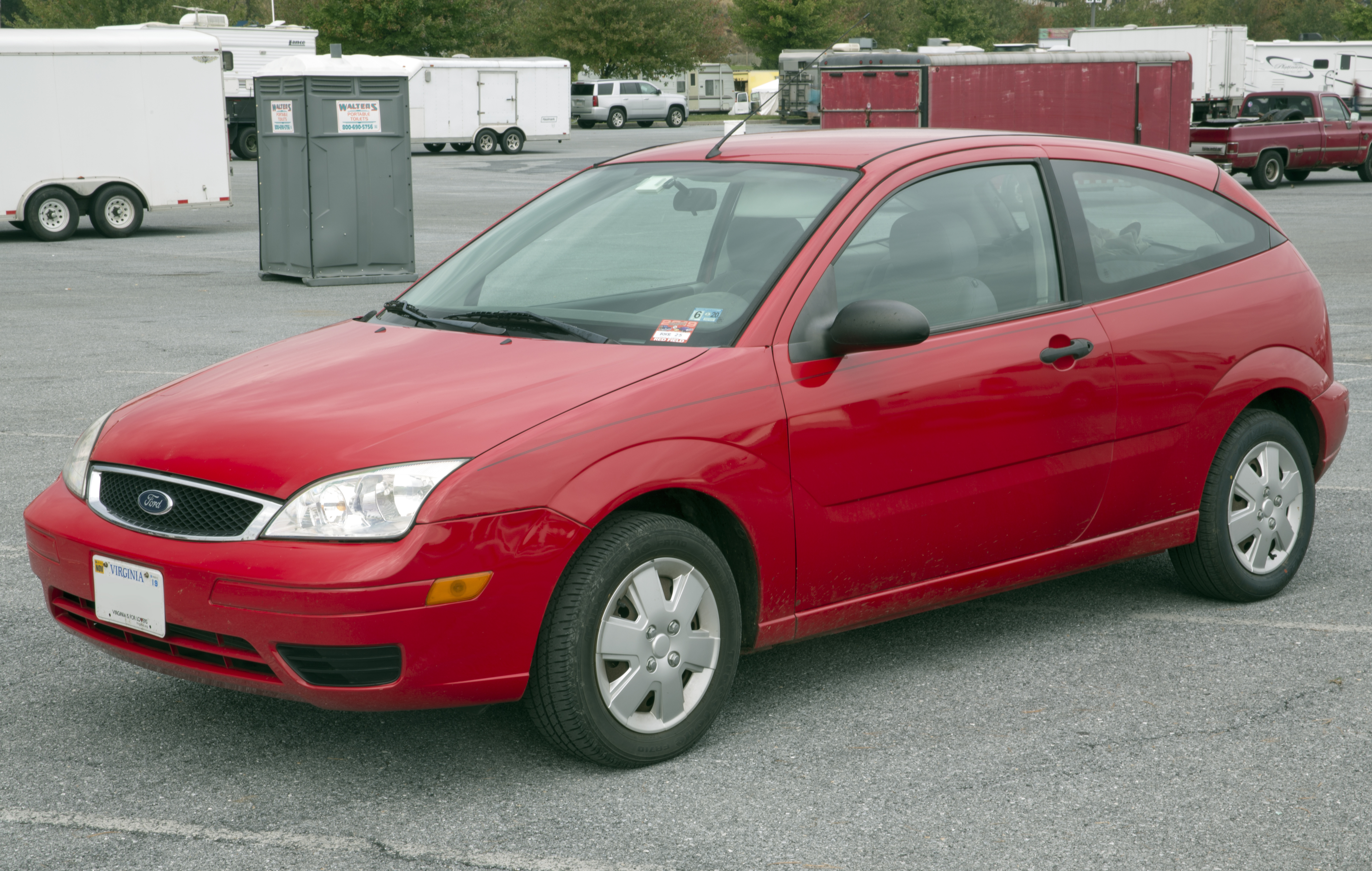
Ford Focus I phase 3 (modèle américain)
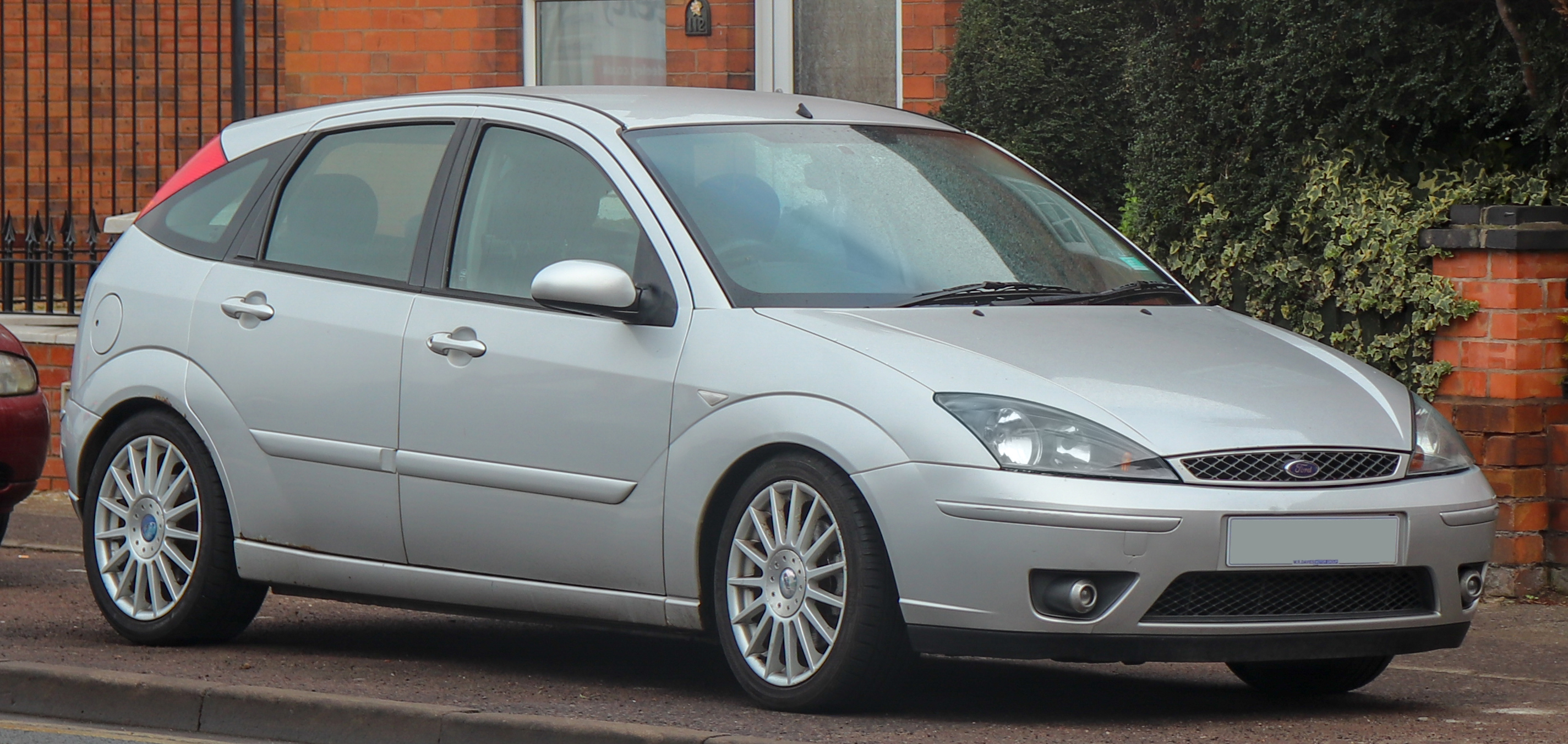
Ford Focus I ST170
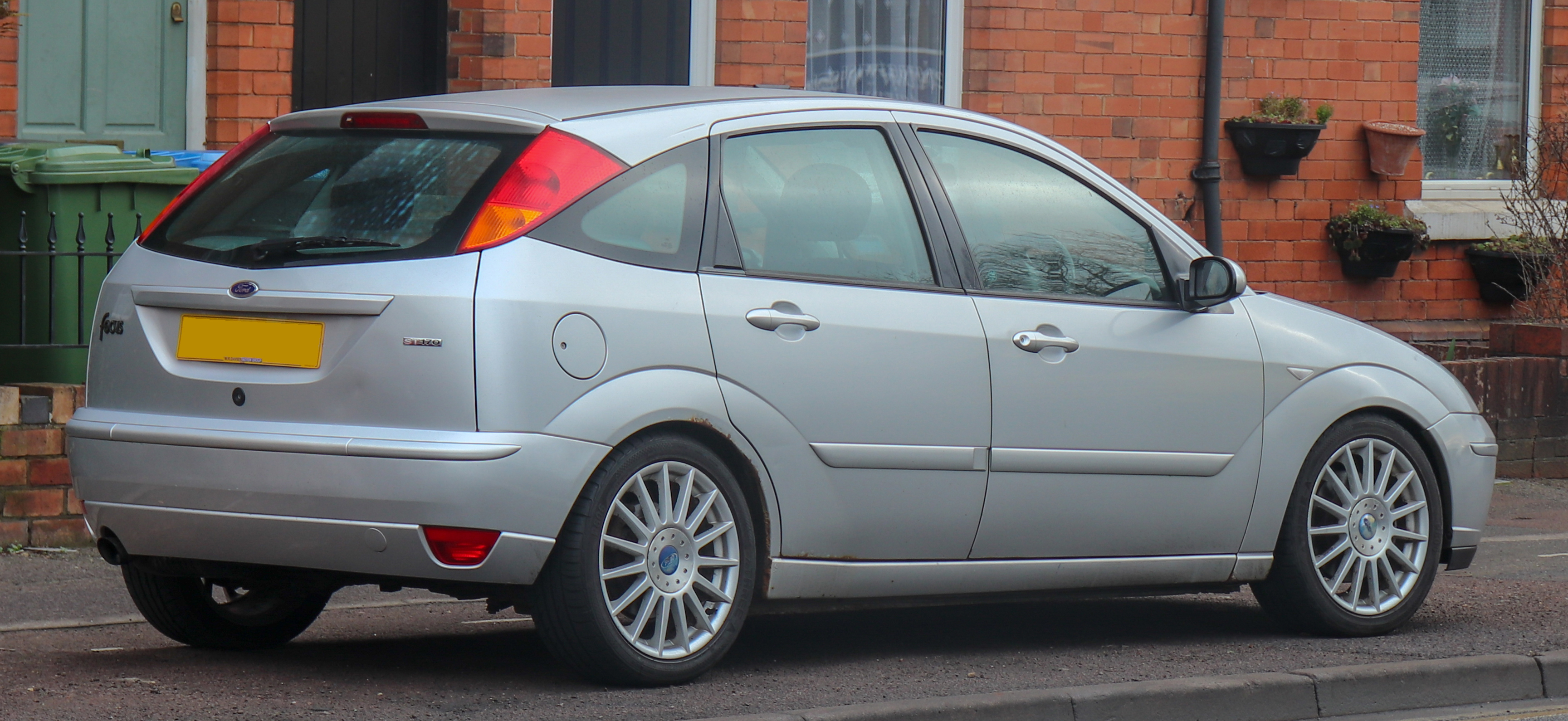
Ford Focus I ST170
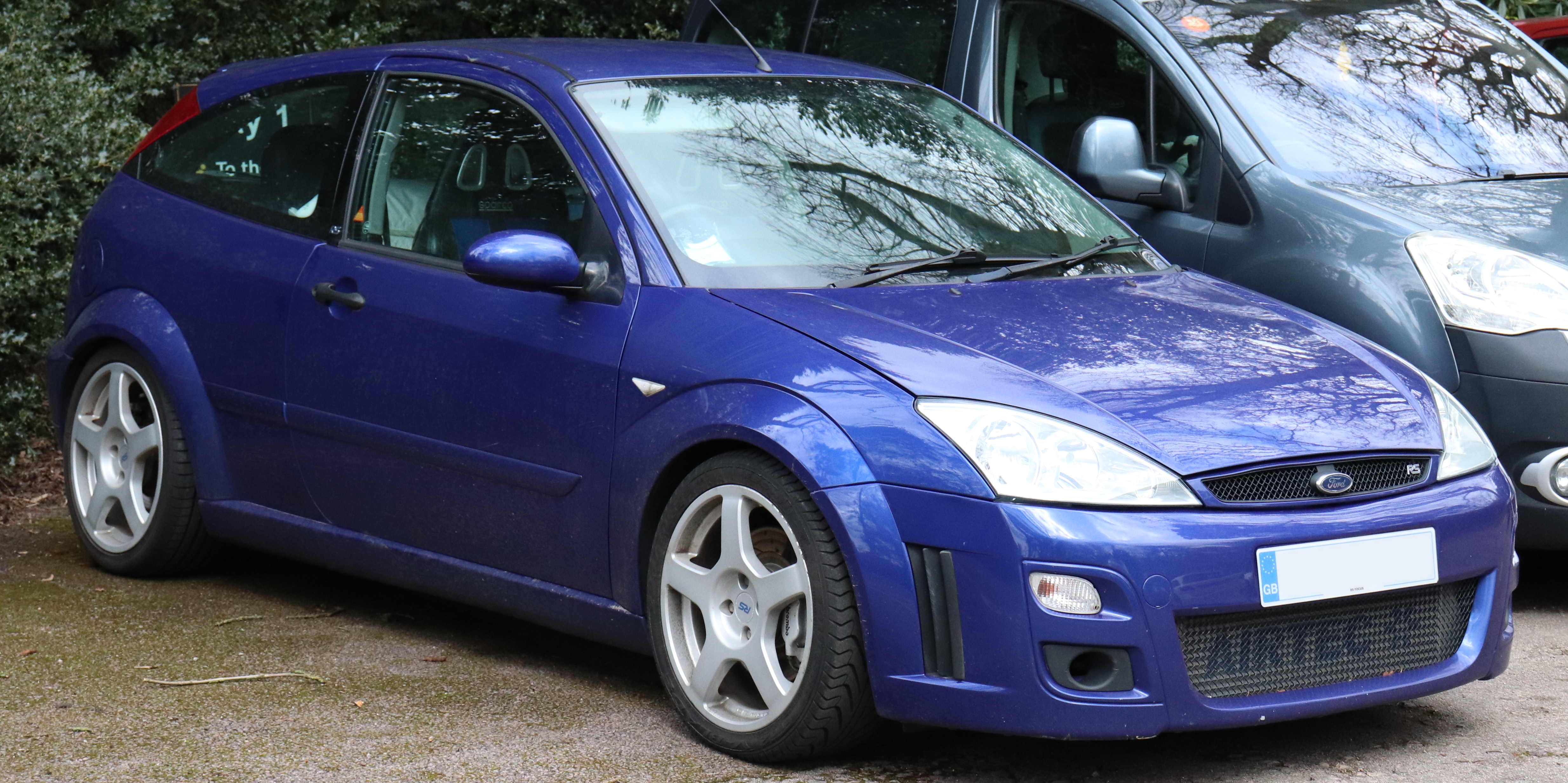
Ford Focus I RS

### Version nord-américaine
La Ford Focus est commercialisée depuis 1999 en tant qu'année modèle 2000 sur le marché nord-américain. Disponible initialement en version 3 portes à hayon (ZX3), berline quatre-portes (ZX4) et en break (ZXW), le modèle de 5 porte à hayon (ZX5) suivra pour l'année modèle 2002.
Elle se démarque des européennes grâce à ses formes avant et arrière retravaillées. À l'avant, le pare-chocs est différent et les clignotants sont intégrés dans la calandre. L'arrière se différencie principalement par des feux différents, les clignotants sont rouge et les antibrouillards sont absents.
Pour l'année modèle 2005, elle est disponible en plusieurs niveaux d'équipement : S, SE, SES et ST.
Différences :
- Les versions S, SE, et SES sont toutes trois pourvues d'un moteur de 2 L 16 soupapes développant 130 ch, elles effectuent le 0-100 km/h en 9,2 s. Seule la finition différencie ces trois modèles.
- La ST, version sportive, est pourvue d'un moteur de 2,3 L 16 soupapes développant 173 ch, elle effectue le 0 à 100 km/h en 8,3 s.

#### Ventes aux États-Unis
| Année | Ventes  | Diff.    |
| 1999  | 55 846  |          |
| 2000  | 286 166 | +412,4 % |
| 2001  | 264 414 | -7,6 %   |
| 2002  | 243 199 | -8 %     |
| 2003  | 229 353 | -5,7 %   |
| 2004  | 208 339 | -9,2 %   |
| 2005  | 184 825 | -11,3 %  |
| 2006  | 177 006 | -4,2 %   |

### Versions RS WRC (1999-2010)

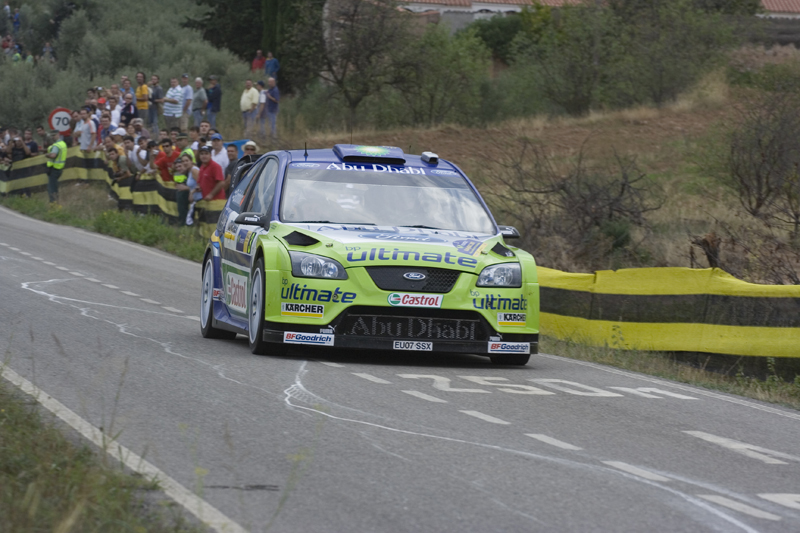
La Focus RS WRC 07 de M. Grönholm au rallye de Catalogne.

La première apparition de la voiture a lieu au rallye Monte-Carlo 1999, entre les mains de l'Écossais Colin McRae et du Français Simon Jean-Joseph, qui obtiennent d'emblée plusieurs victoires en épreuves spéciales, mais les deux véhicules sont finalement exclus pour leur pompe à eau non-conforme.
La MkI Focus WRC dispute les saisons du championnat WRC de 1999 à 2004 avec McRae, Carlos Sainz et Markko Märtin avec succès, puis elle est supplantée par la MkII à la fin de la saison 2005 (la seule sans victoire en douze années). Les vainqueurs s'appellent désormais Marcus Grönholm et Mikko Hirvonen ; la Fiesta WRC prend le relais en 2011.
Toutes les voitures sont alors construites, préparées et testées pour Ford par M-Sport, une équipe basée à Cockermouth (Cumbria), dans le nord de l'Angleterre, et dirigée par Malcolm Wilson, un ancien pilote de rallye britannique.

#### Palmarès
Résultats en championnat du monde des rallyes (WRC) durant les années 2000 :
Constructeurs
- Champion du monde (2 titres) : 2006 et 2007 (BP-Ford WRT, le dernier titre pour Ford remontait à 1979) ;
- Vice-champion du monde (7) : 2000, 2001, 2002, 2004, 2008, 2009 et 2010 ;
- 3e du championnat du monde : 2005.

Pilotes
- Vice-champion du monde (6) : 2001 (Colin McRae), puis 2006 et 2007 (Marcus Grönholm), 2008 et 2009 (Mikko Hirvonen), et 2010 (Jari-Matti Latvala);
- 3e du championnat du monde (5) : 2000 et 2002 (C. Sainz), 2004 (M. Märtin), puis 2006 et 2007 (M. Hirvonen).

Victoires d'épreuves en WRC (44) :
- 1999 (2) : Safari et Portugal ;
- 2000 (3) : Catalogne, Acropole et Chypre ;
- 2001 (3) : Argentine, Chypre et Acropole ;
- 2002 (3) : Argentine, Acropole et Safari ;
- 2003 (2) : Acropole et Finlande ;
- 2004 (3) : Mexique, Corse et Catalogne ;
- 2006 (8) : Monte-Carlo, Suède, Acropole, Finlande, Turquie, Australie, Nouvelle-Zélande et Grande-Bretagne ;
- 2007 (8) : Suède, Norvège, Sardaigne, Acropole, Finlande, Nouvelle-Zélande, Japon et Grande-Bretagne ;
- 2008 (4) : Suède, Jordanie, Turquie et Japon ;
- 2009 (5) : Sardaigne, Acropole (6), Pologne, Finlande et Australie ;
- 2010 (3) : Suède, Nouvelle-Zélande et Finlande.

Victoires d'épreuves en championnat d'Europe des rallyes (ERC) (>10) : Karkonoski 2000, Ciocco e Valle del Serchio 2001, Saint Marin 2001, Košice 2001, Turquie 2002, Pologne 2002, Valais 2002, Matador 2002, Mikona 2002, Waldviertel 2006 (Paolo Andreucci vice-champion d'Europe en 2002).
Autres titres (une trentaine) :

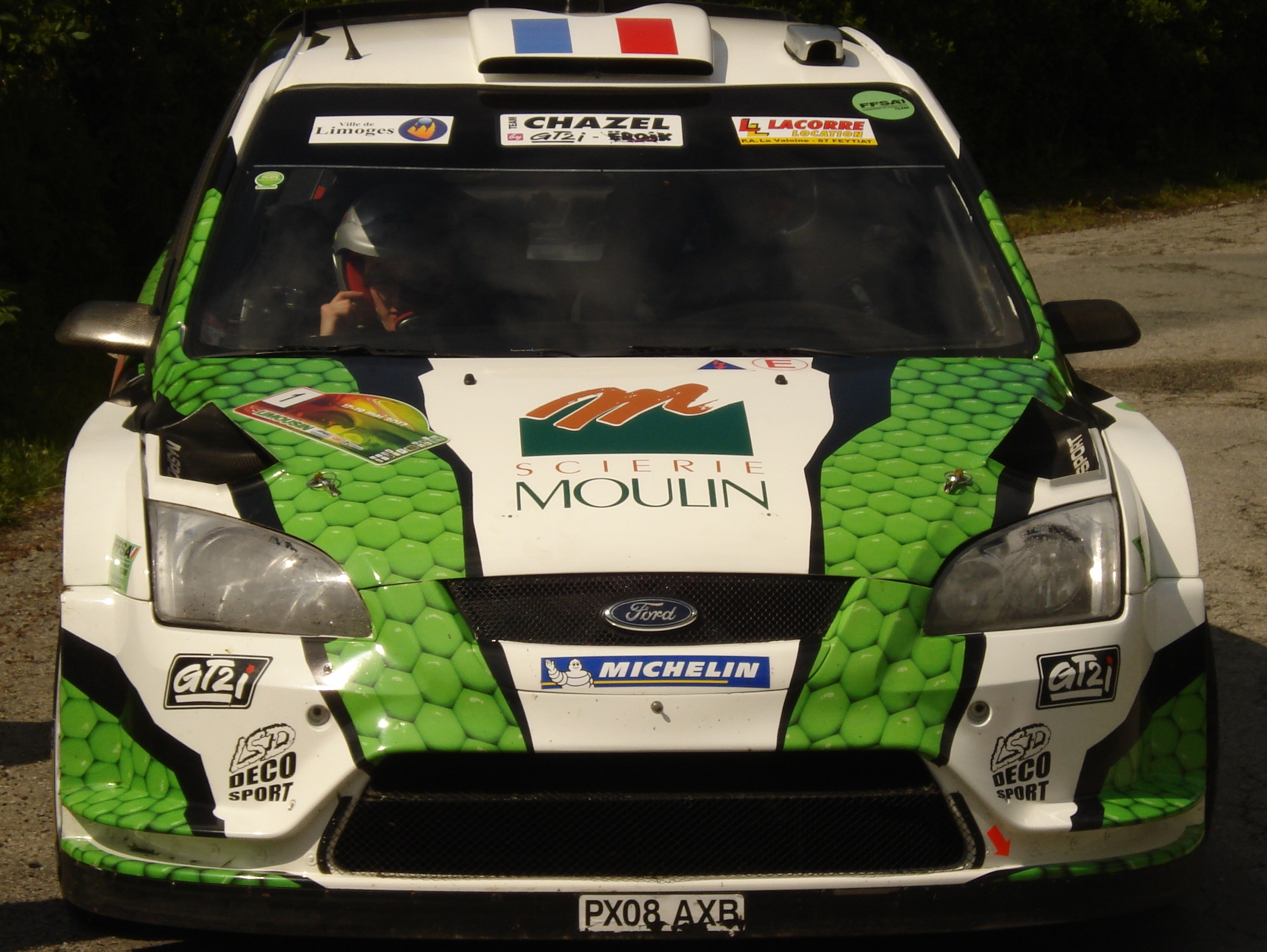
La Focus RS WRC de J.M. Cuoq en 2012.

- Championnat du Moyen-Orient des rallyes : 1999, 2000, 2001 et 2002, avec Mohammed Bin Sulayem ;
- Championnat CODASUR des rallyes : 2005, avec Juan Pablo Raies ;
- Championnat de Pologne des rallyes : 2000 et 2001, avec Janusz Kulig ;
- Championnat d'Italie des rallyes : 2001, avec Paolo Andreucci ;
- Championnat de République tchèque des rallyes : 2002, 2003 et 2005 avec Václav Pech jr. ;
- Championnat d'Espagne des rallyes terre : 2002 et 2003 avec Txus Jaio ;
- Championnat de Suède des rallyes : 2003, avec Andréas Eriksson ;
- Championnat de France des rallyes Terre : 2003, avec Jean-Pierre Richelmi ;
- Championnat de Turquie des rallyes : 2004 avec Serkan Yazici, et 2005 avec Mehmet Besler ;
- Championnat d'Angleterre des rallyes : 2005, avec Mark Higgins ;
- Championnat de Hongrie des rallyes : 2006 et 2007, avec Balázs Benik ;
- Championnat de Belgique des rallyes : 2006, 2009 et 2010, avec Pieter Tsjoen, puis 2013 avec Freddy Loix ;
- Championnat d'Écosse des rallyes : 2006 avec Dave Weston, 2013 avec David Bogie ;
- Championnat des Pays-Bas des rallyes : 2008 avec Erik Wevers, 2009 avec Bernhard ten Brinke, 2010 avec Erik van Loon, et 2012 avec Jeroen Swaanen ;
- Championnat de Finlande du Groupe A : 2008, avec Ari Vihavainen ;
- Championnat d'Irlande des rallyes : 2010, avec Gareth MacHale ;
- Championnat de France des rallyes : 2012, avec Jean-Marie Cuoq.

## Deuxième génération (2004-2011)
La Focus 2 est aussi déclinée en versions 3, 4 et 5 portes et break, mais s'y ajoute une variante monospace, le Ford C-Max, et une version coupé cabriolet présentée au Mondial de l'automobile de Paris 2004 sous la forme d'un concept car baptisé « Vignale ».
Le dessin de la Focus CC a été réalisé par le centre de style de Dunton en Angleterre, la réalisation du toit a cependant été confiée à Pininfarina.
Les moteurs Diesel ont sensiblement évolué, menant les TDCi de Ford à un 2 litres développant 136 ch (également disponible après le restylage de 2008 en version 110 ch), un 1,8 litre de 115 ch, et un 1,6 litre de 90 ou 110 ch. Seul le 2 L est alors doté d'une boîte manuelle à six rapports. À l'exception du 1,8 L TDCi qui est 100 % Ford, les autres moteurs TDCi ont été élaborés en collaboration avec le groupe PSA.

Focus II
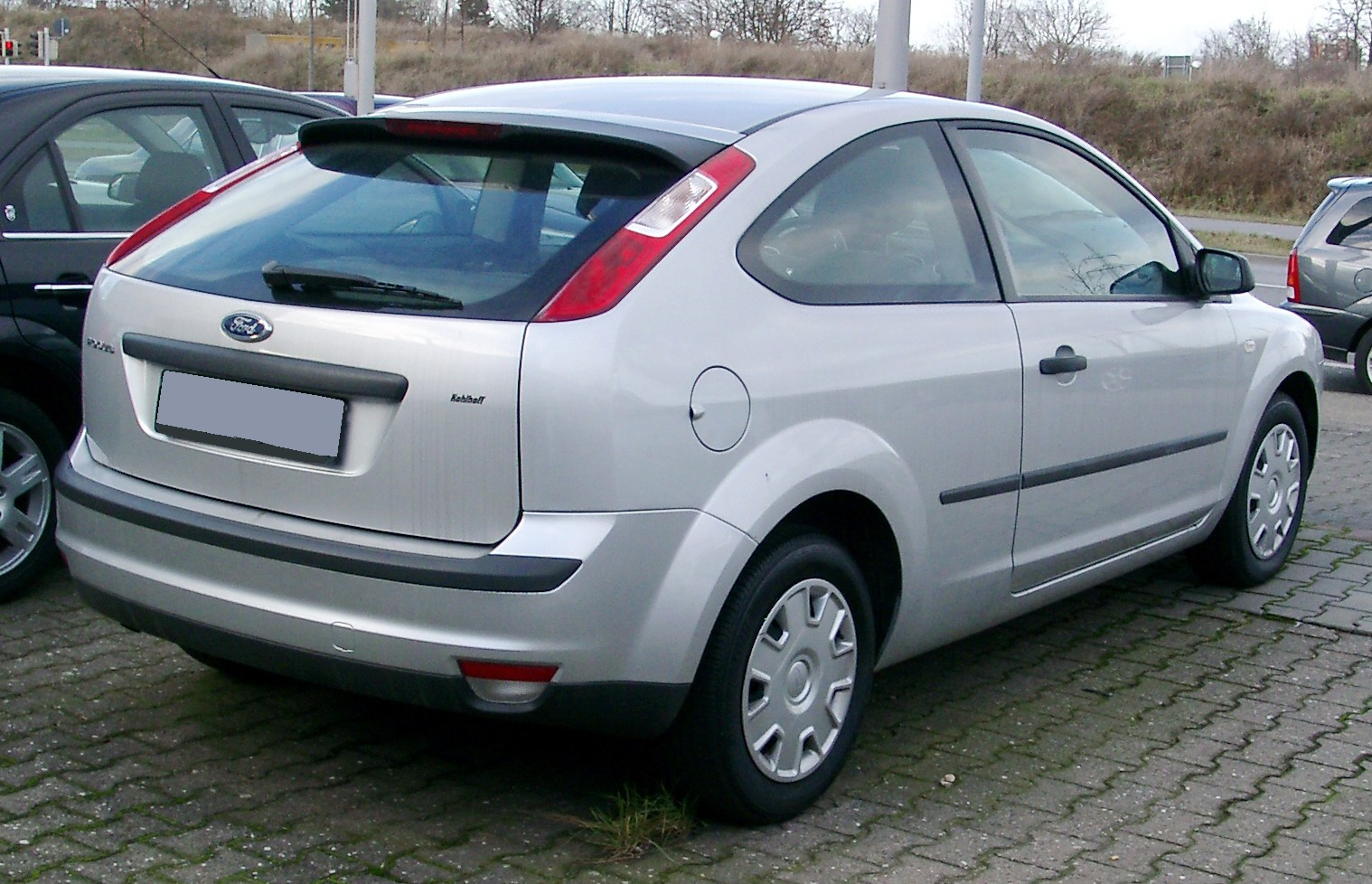
Ford Focus II phase 1 3 portes
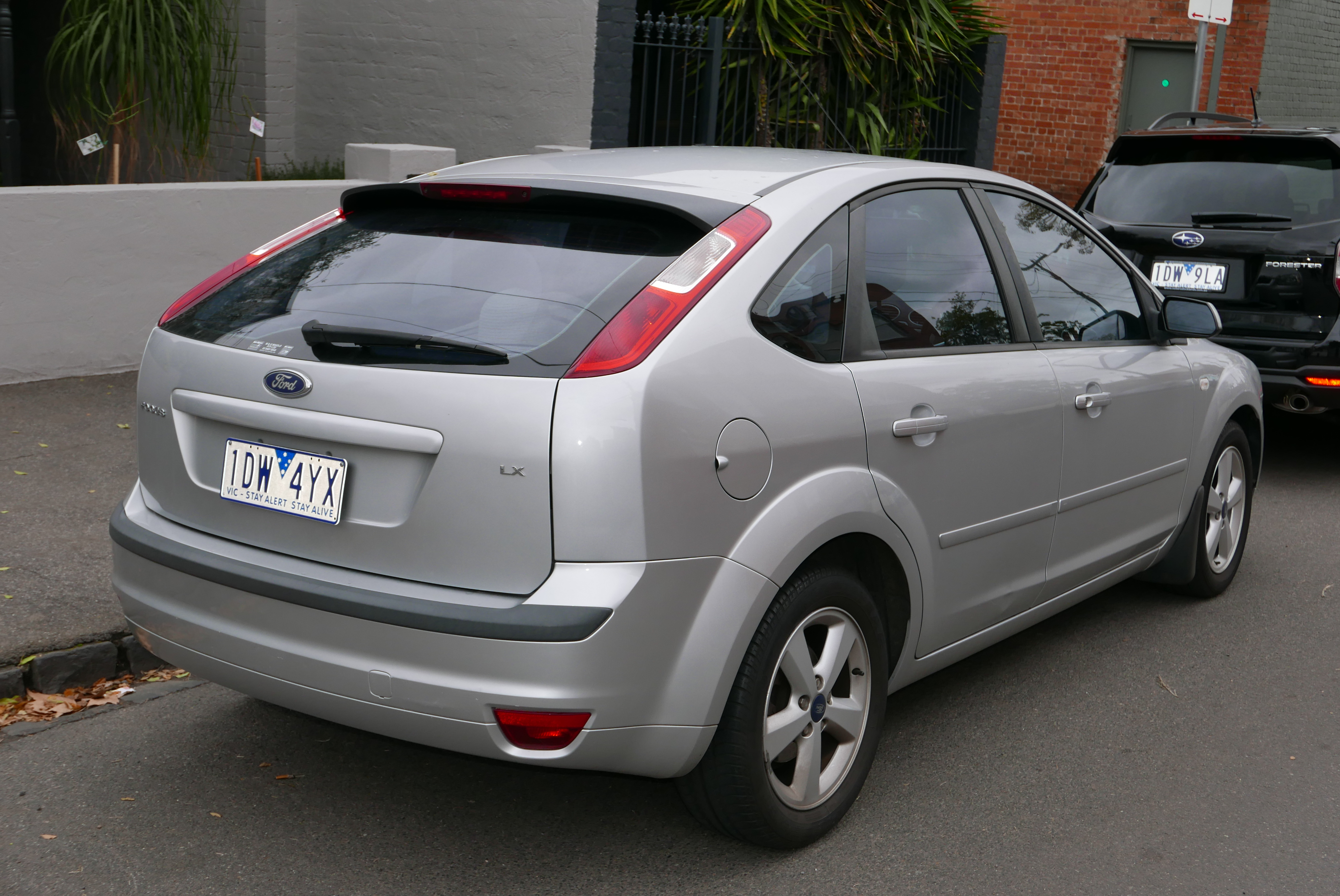
Ford Focus II phase 1 5 portes
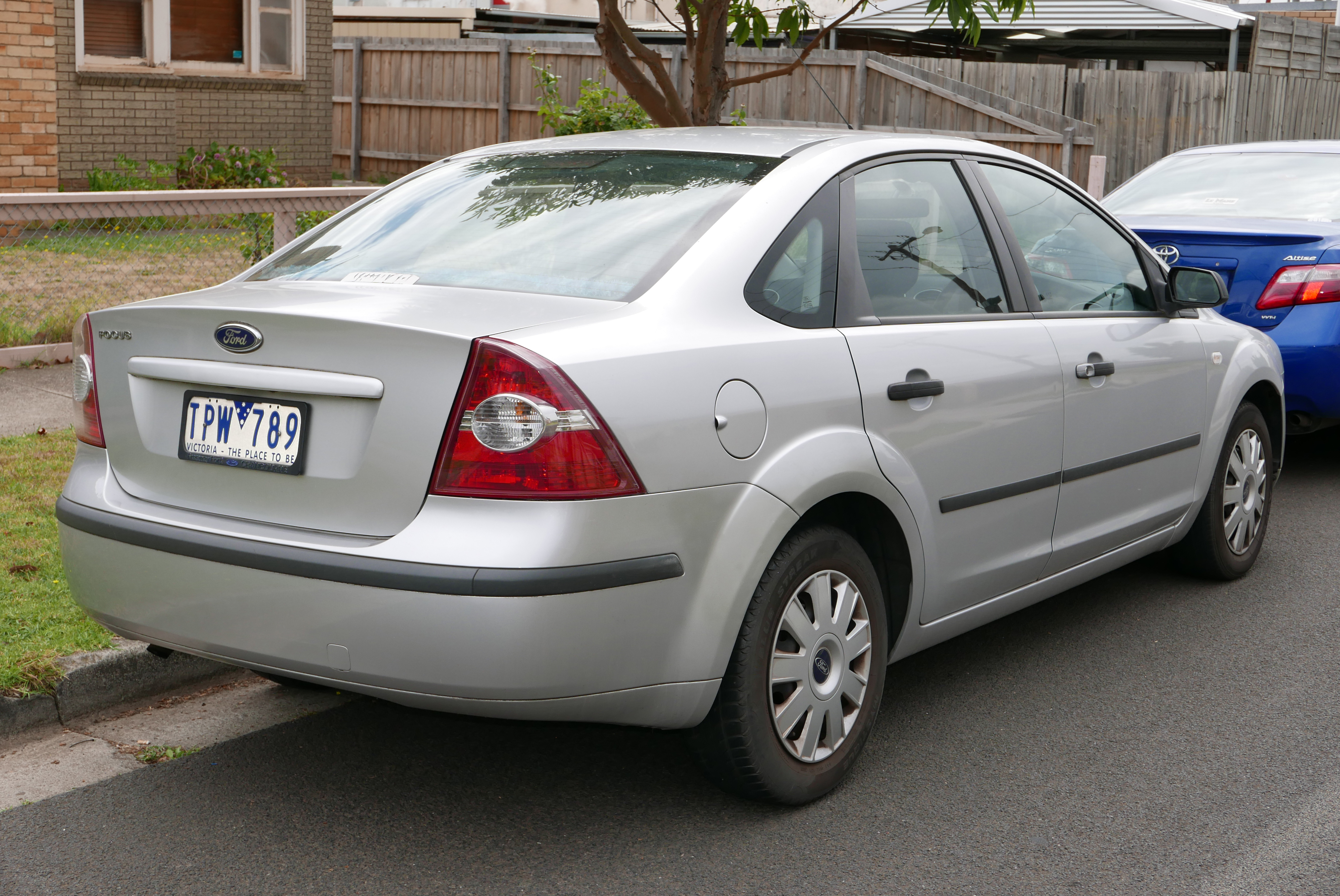
Ford Focus II phase 1 4 portes
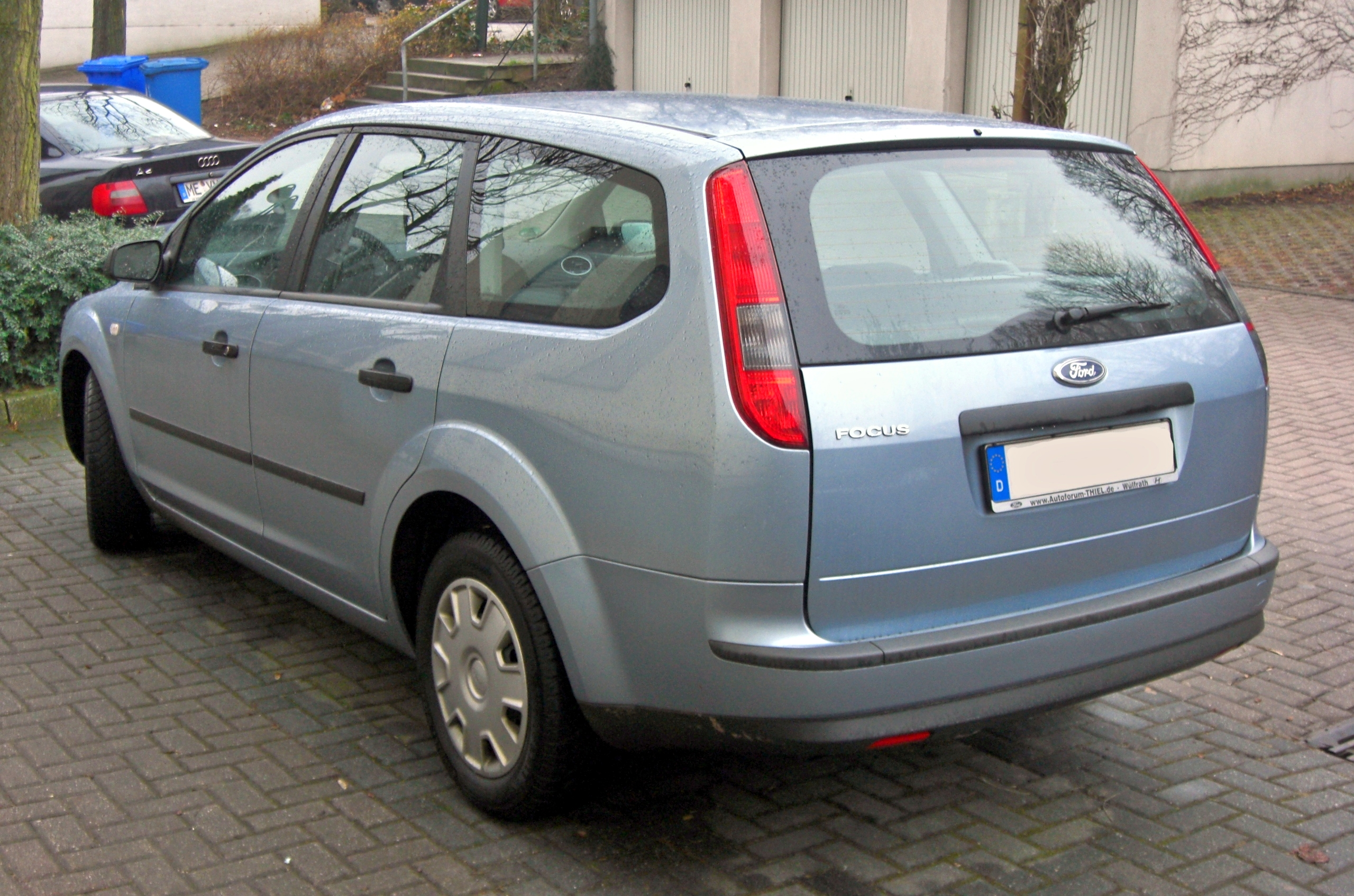
Ford Focus II phase 1 break
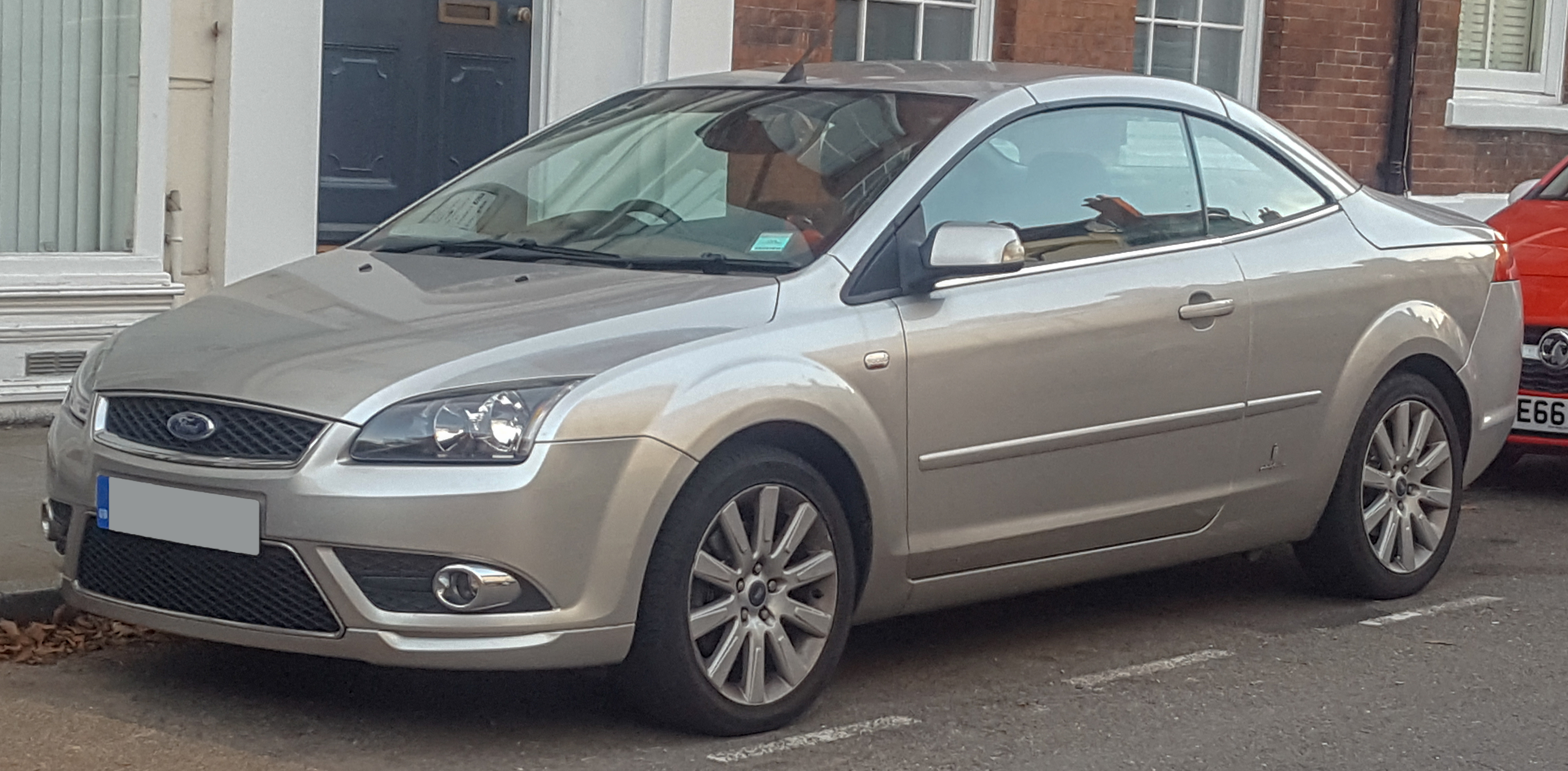
Ford Focus II phase 1 CC
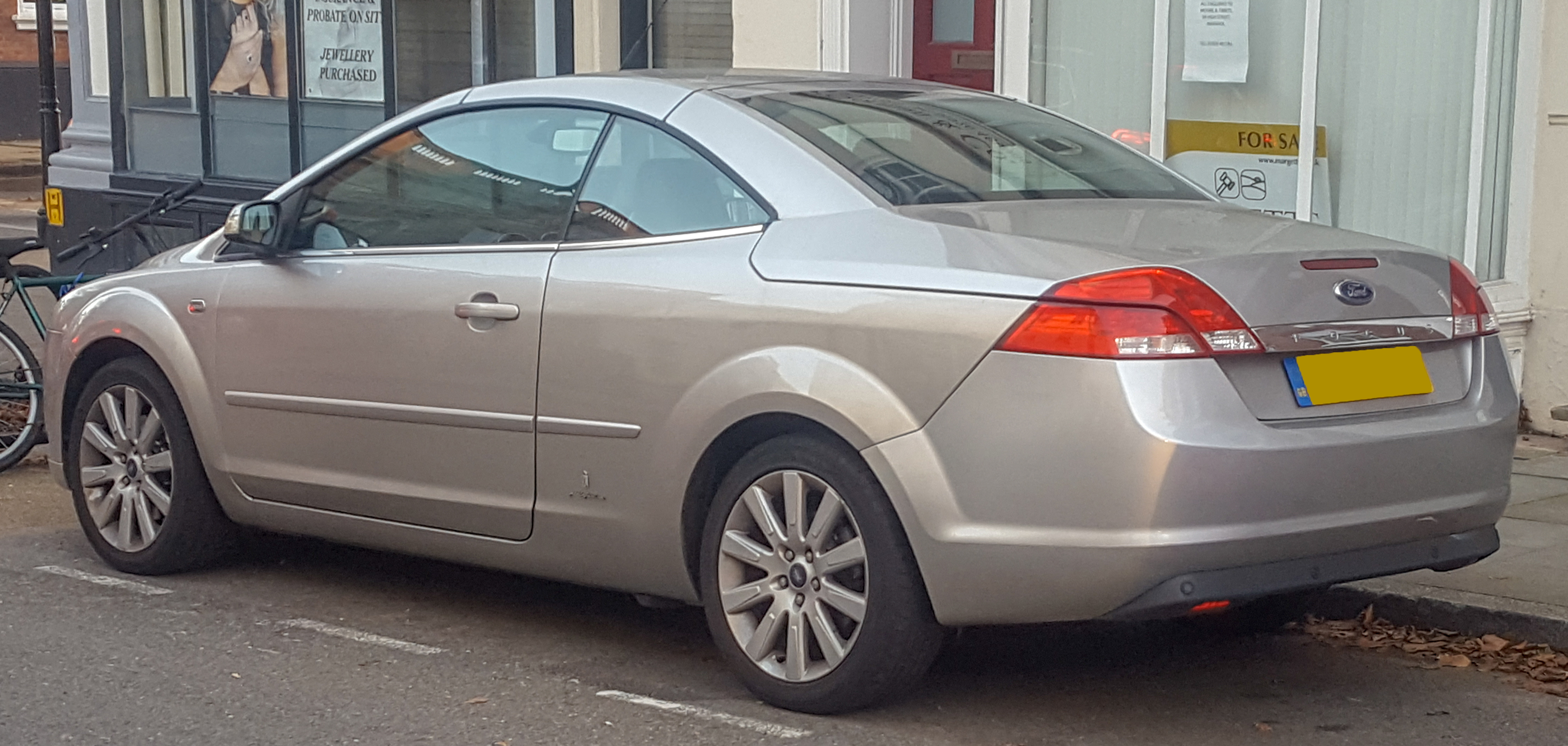
Ford Focus II phase 1 CC
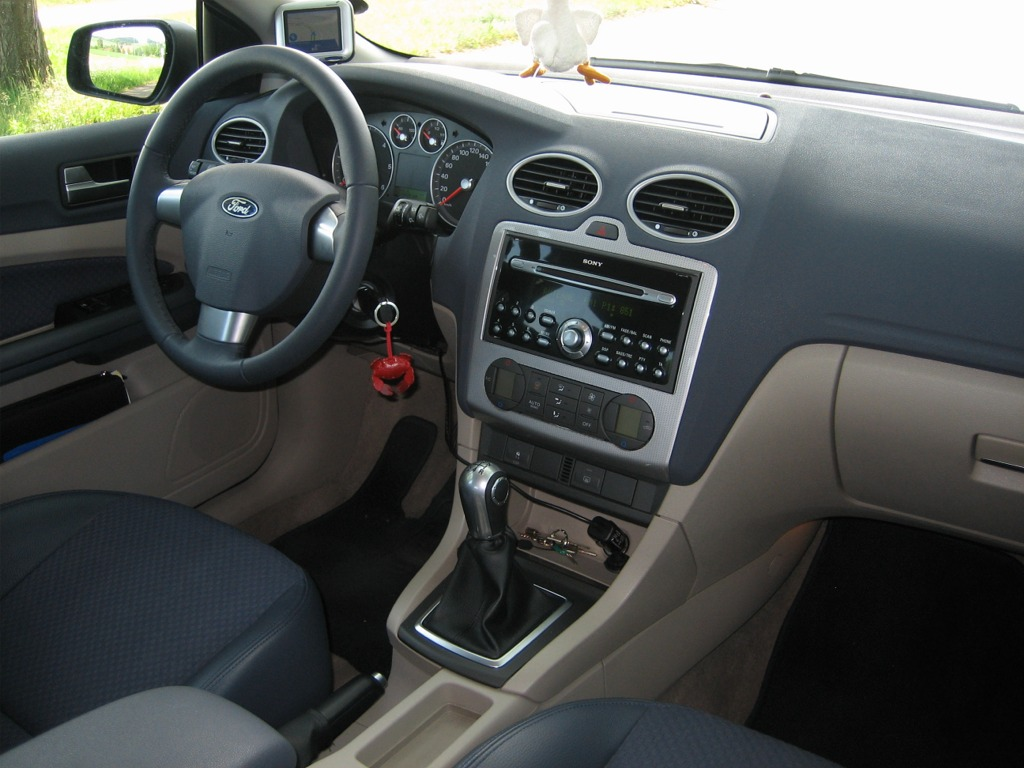
Ford Focus II phase 1 (intérieur)
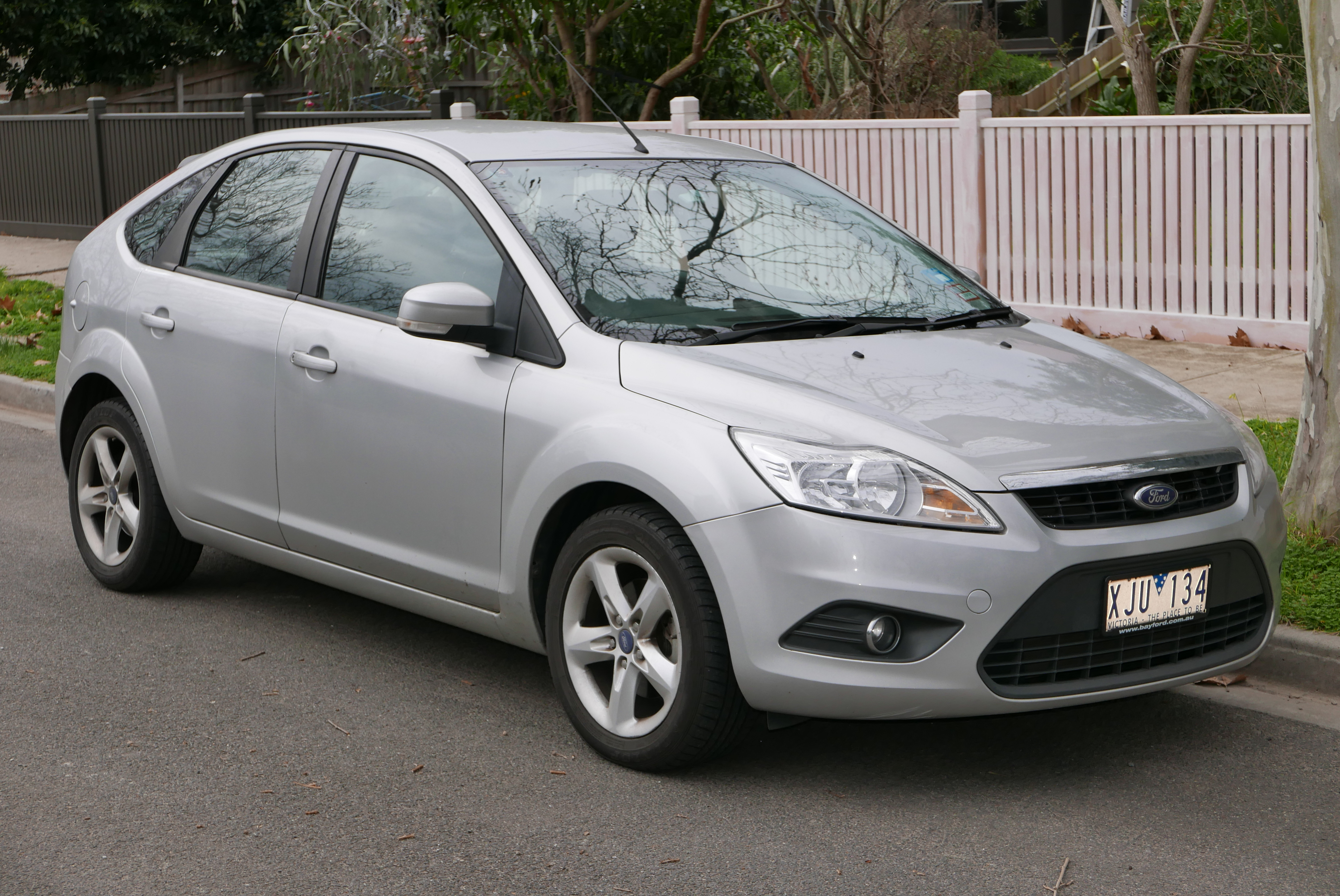
Ford Focus II phase 2 5 portes
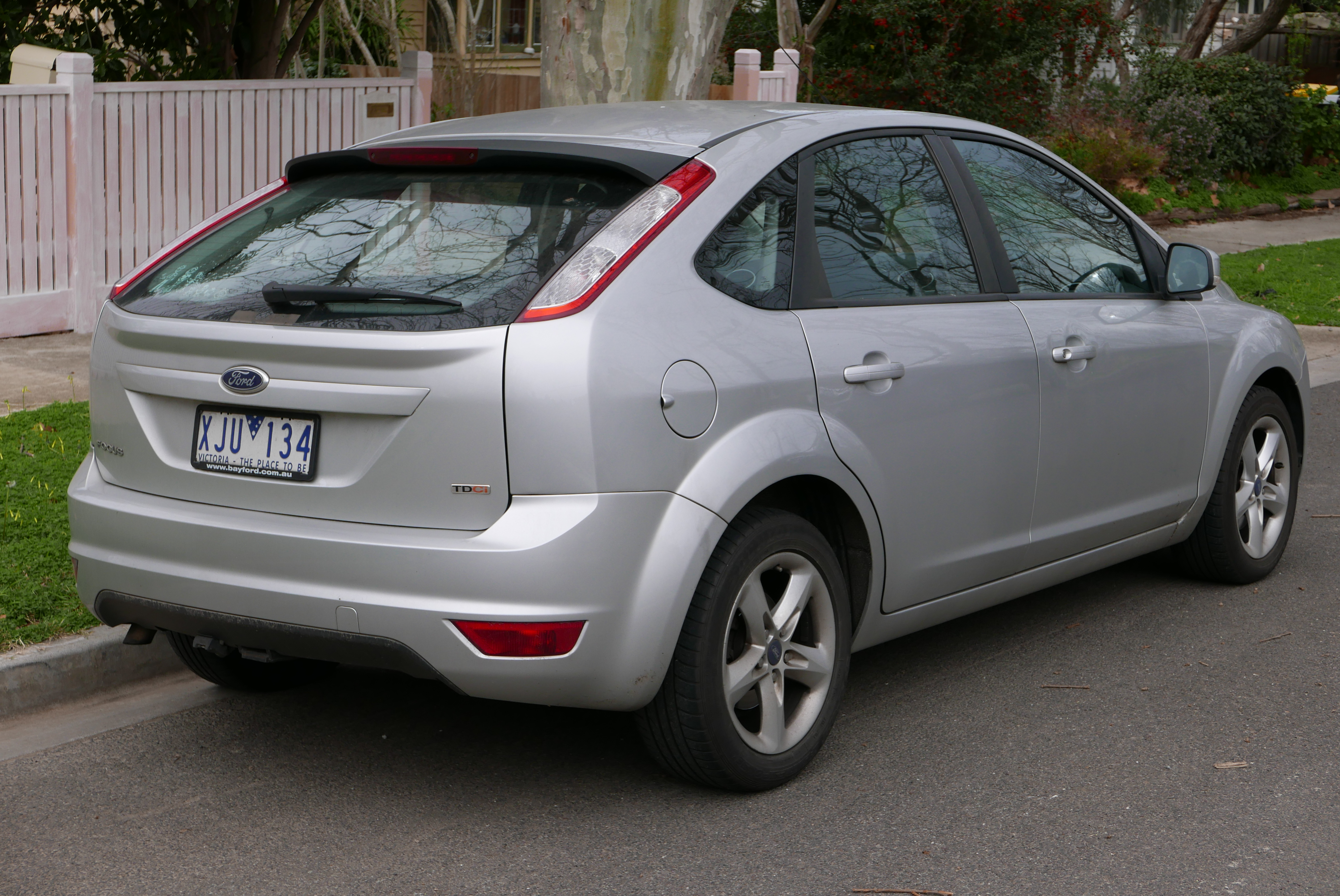
Ford Focus II phase 2 5 portes
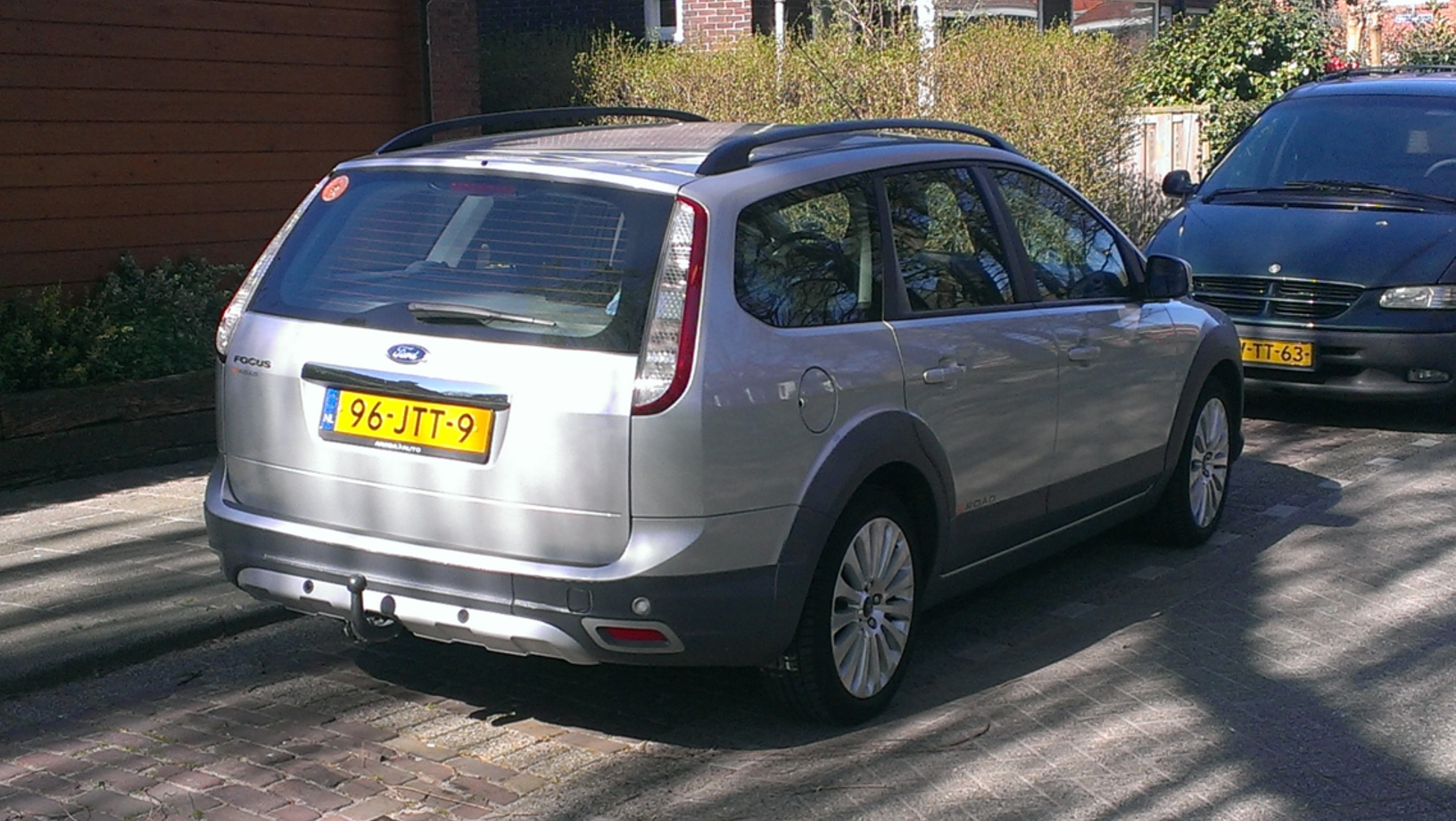
Ford Focus II phase 2 break X-Road
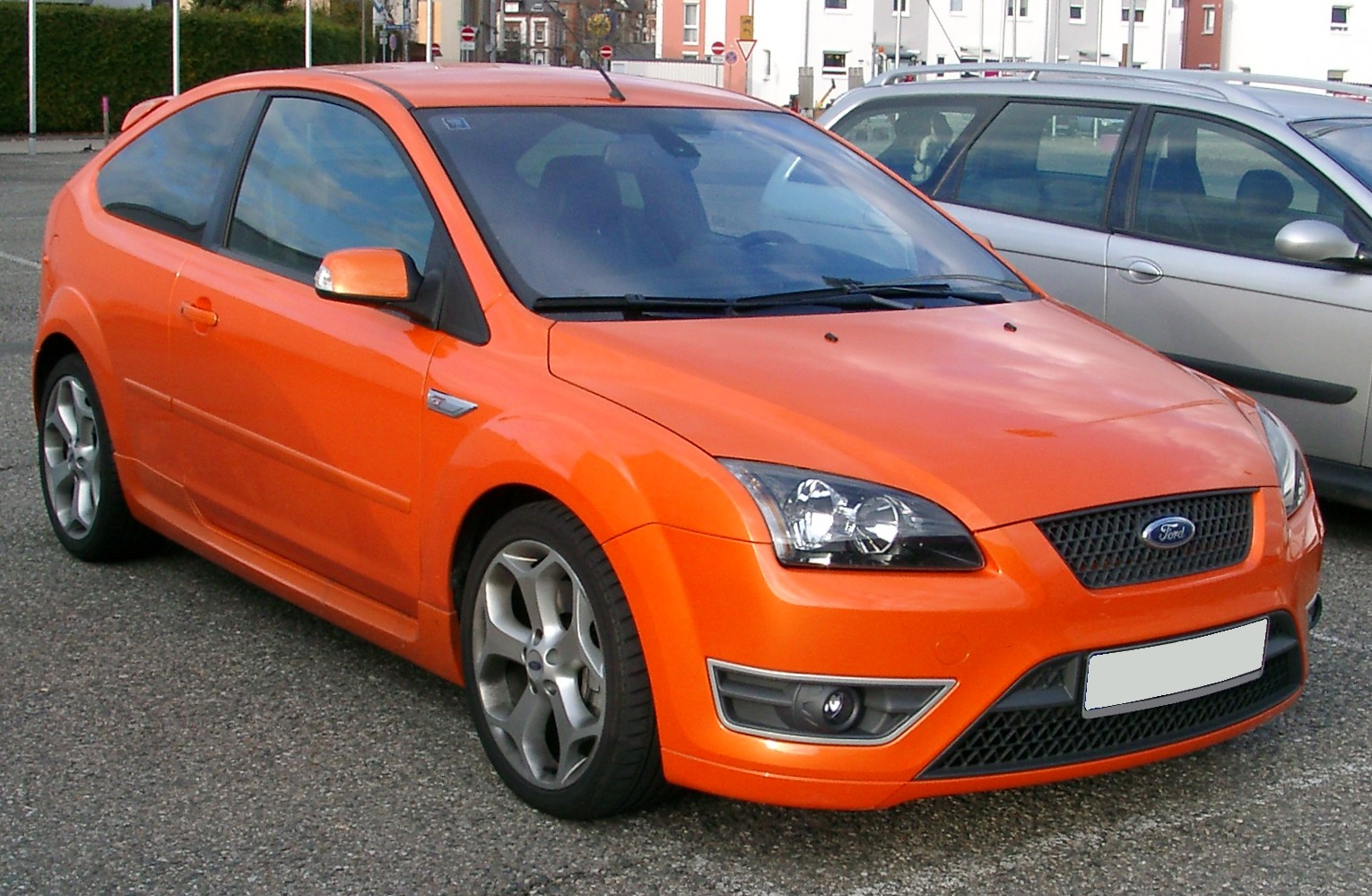
Ford Focus II phase 1 ST
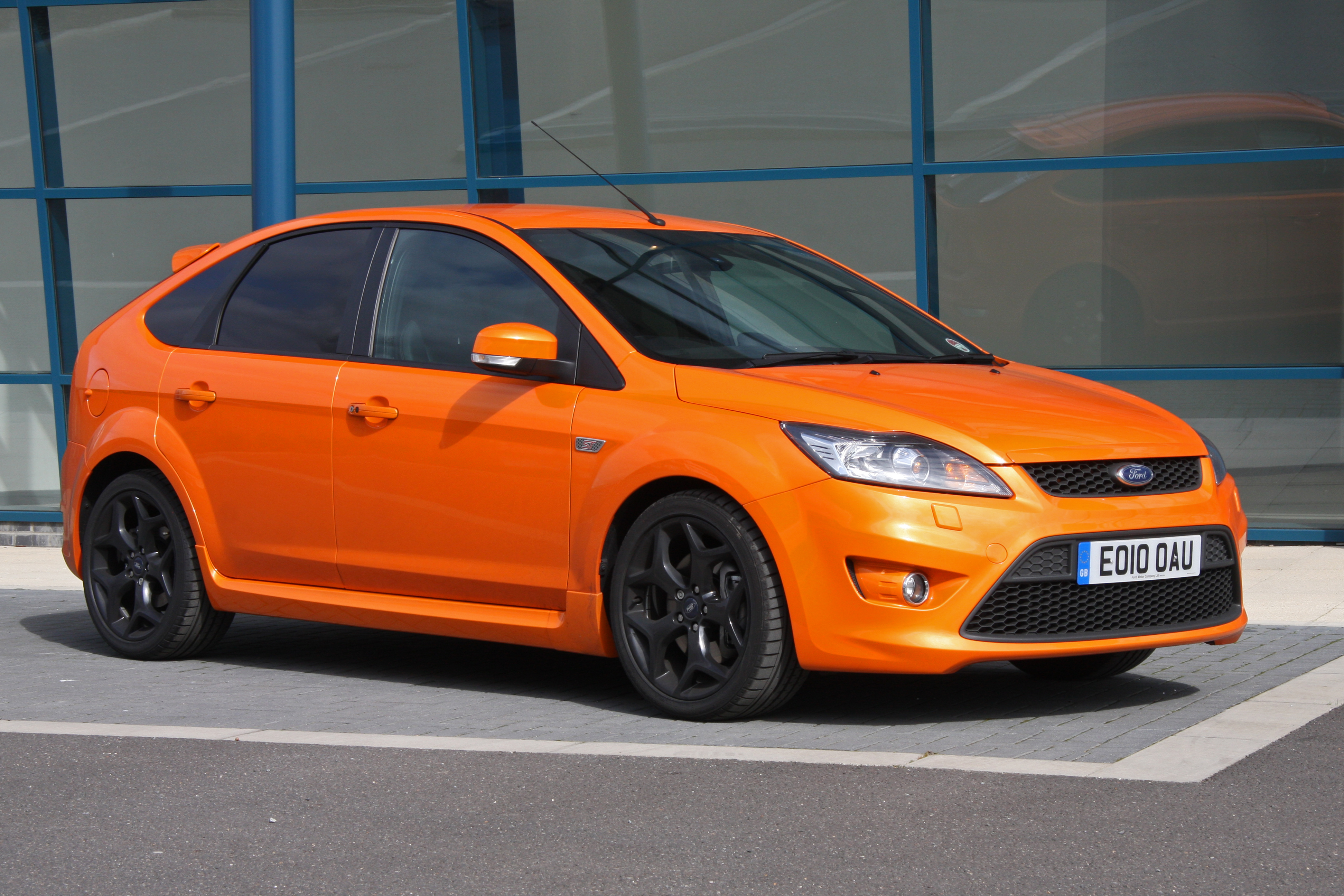
Ford Focus II phase 2 ST
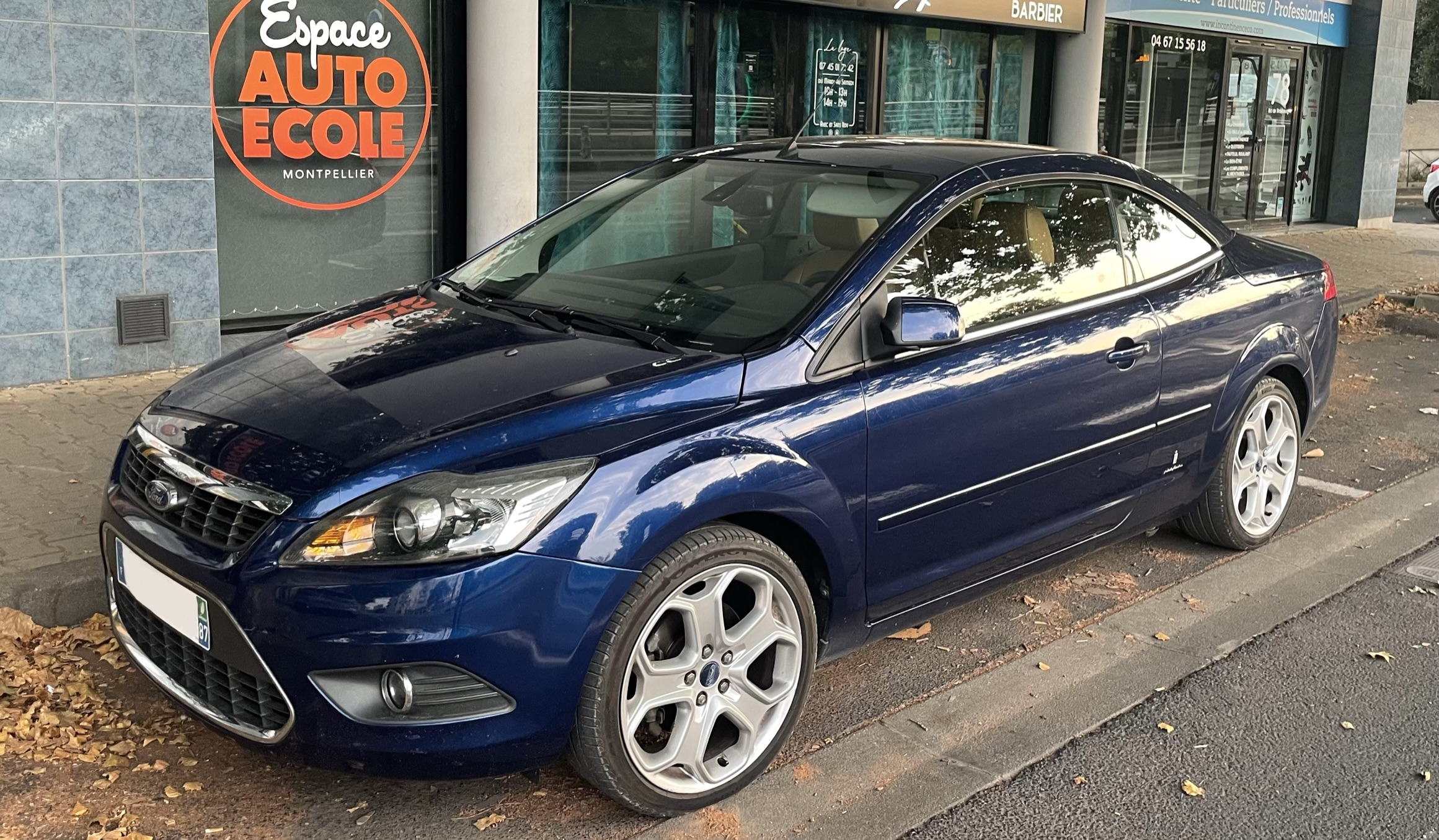
Ford Focus II phase 2 CC

### Focus RS mk2 (2009-2011)
La version sportive est représentée par la Focus RS de seconde génétration sous la direction de Jost Capito. Le look est issu de la Focus RS WRC et est motorisée par un 5-cylindres de 2,5 litres d'origine Volvo poussé à 305 ch équipé d'un turbo BorgWarner soufflant à 1,4 bar. La voiture reste une traction, dont le train avant s'appuie sur la technologie RevoKnuckle (en) (technologie qui a été développée pour fonctionner avec le différentiel afin d’optimiser la traction et la motricité dans toutes les situations de conduite) et un différentiel autobloquant nommé « Quaife (en) ». À sa sortie, elle détenait le record de traction la plus puissante du monde. Le 0-100 km/h se fait en 5,9 secondes et la vitesse maximale théorique est donnée pour 263 km/h.
Seuls 11 000 exemplaires ont été construits uniquement pour l'Europe. Plus 500 modèles d'une série spéciale nommée « Focus RS 500 » dont la puissance est portée à 350 ch, uniquement disponible en covering noir mat.

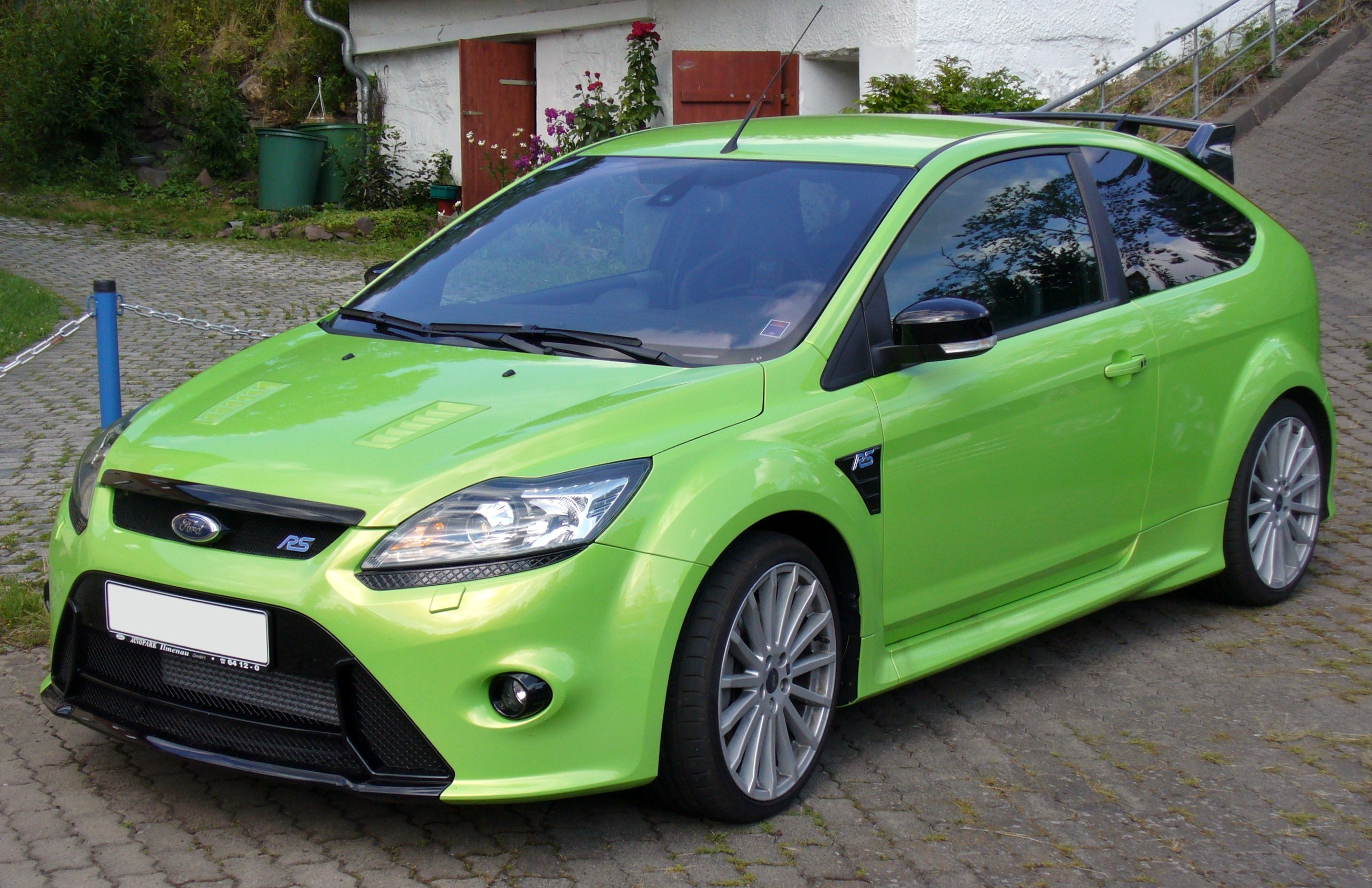
Ford Focus II RS
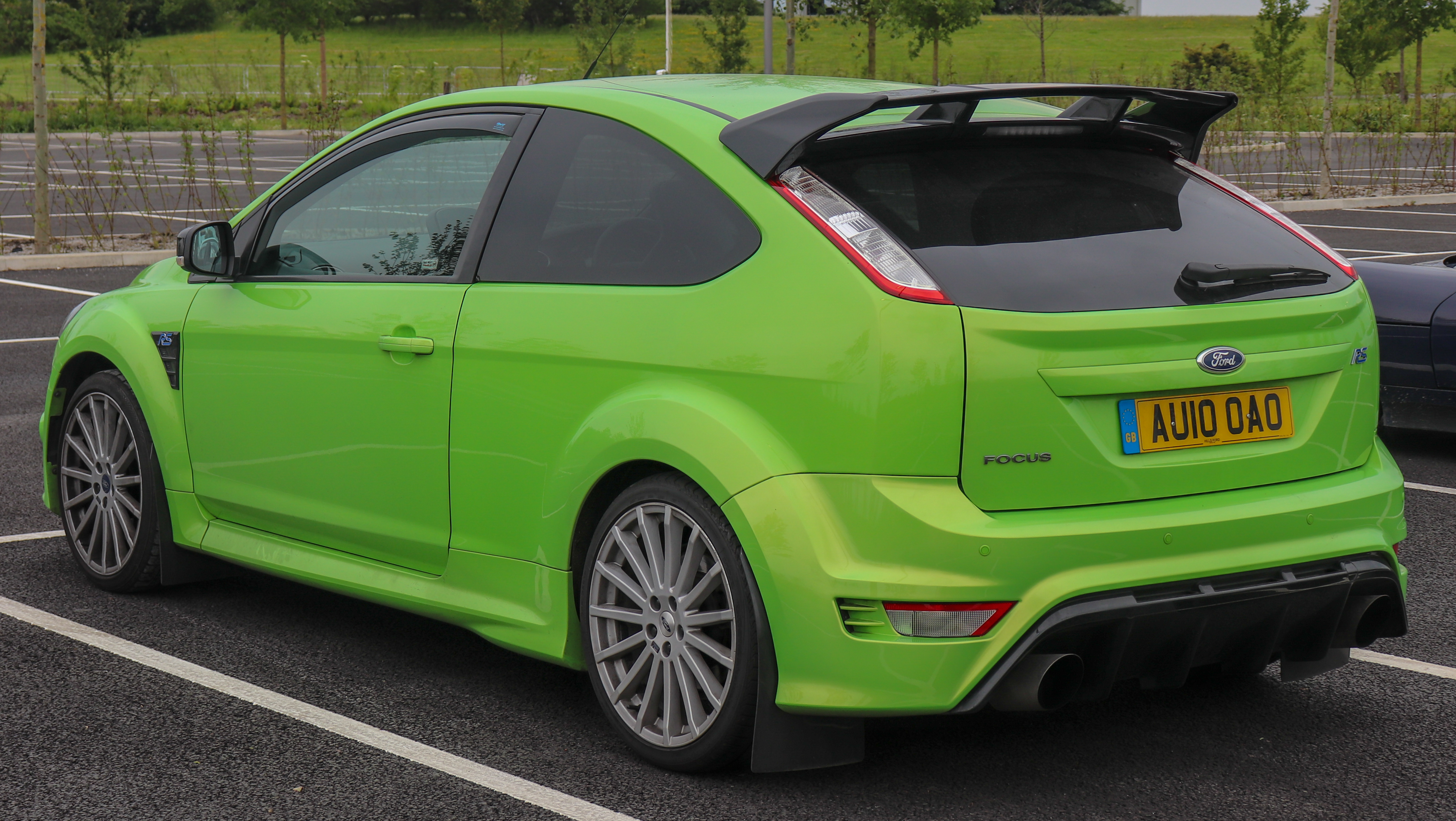
Ford Focus II RS
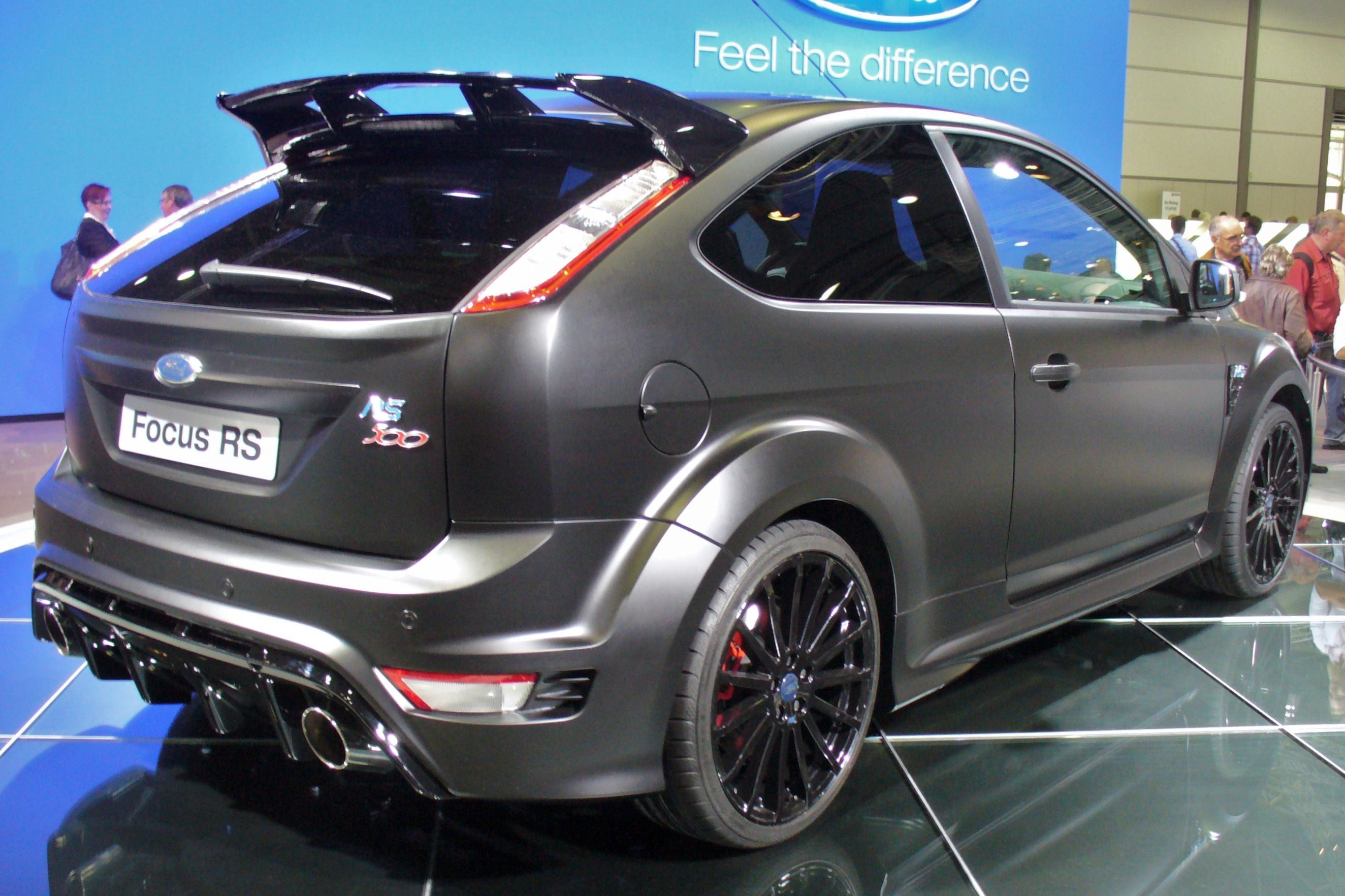
Ford Focus II RS500

## Deuxième génération nord-américaine (2007-2011)

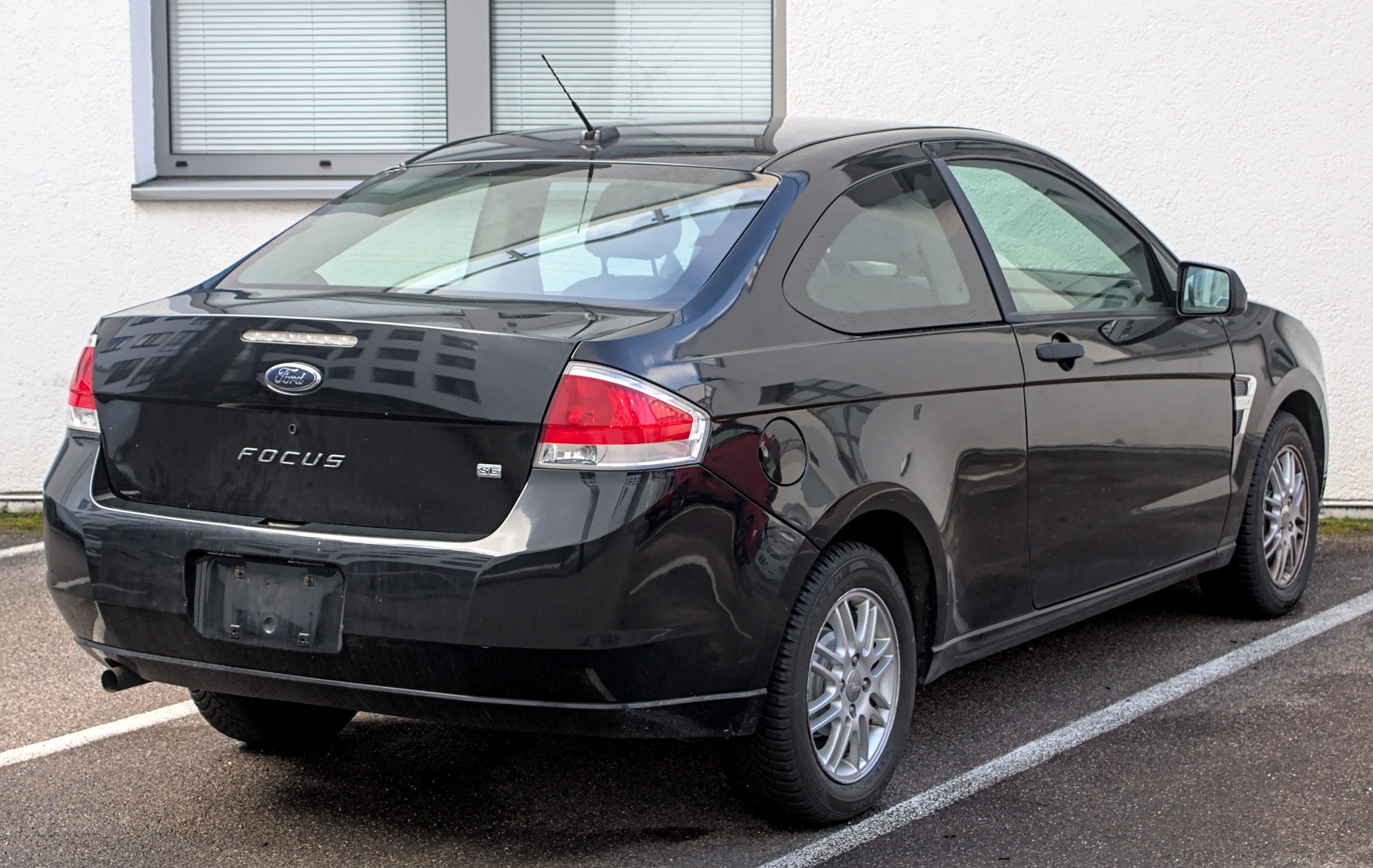
Focus II Coupé.

Cette deuxième génération de Focus reprend toute la base technique de la version précédente mais avec une carrosserie redessinée. L'intérieur a également été redessiné avec de nouveaux sièges, un nouveau tableau de bord ordinateur de bord et un fini aluminium brossé, un éclairage ambiant ainsi que le nouveau système de contrôle vocal Sync de Ford. Cette génération n'était disponible seulement qu'avec le 2,0 L Duratec 20.
Livrable uniquement en deux ou quatre portes, cette Focus était réservée au marché nord-américain. En raison des ventes médiocres, la version 3 portes est arrêtée en 2010.

### Ventes aux États-Unis
| Année | Ventes  | Diff.   |
| 2007  | 173 213 | –2,1 %  |
| 2008  | 195 823 | +13,1 % |
| 2009  | 160 433 | –18,1 % |
| 2010  | 172 421 | +7,5 %  |
| 2011  | 175 717 | +1,9 %  |

## Troisième génération (2011-2018)

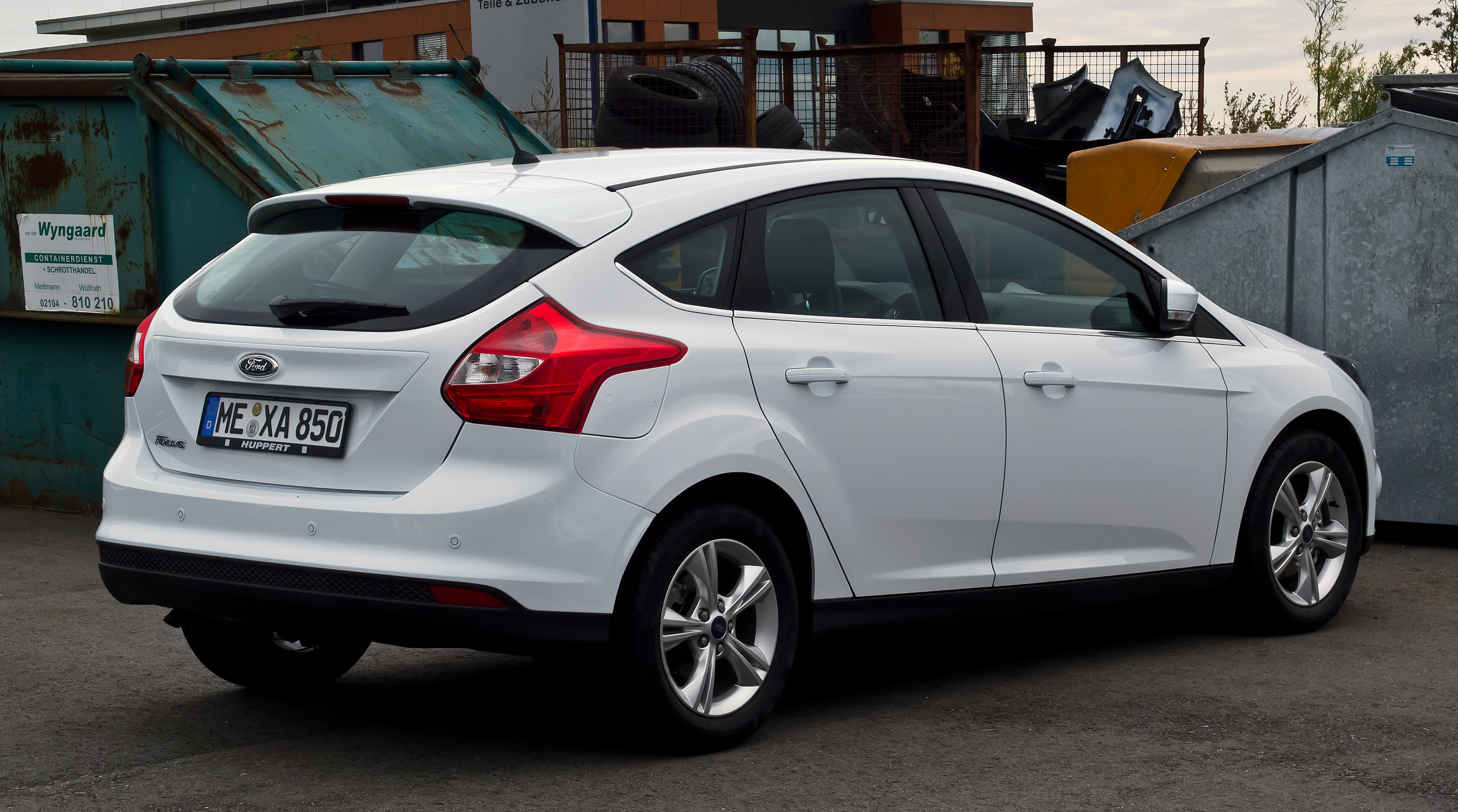
Ford Focus III phase 1 5 portes

La troisième génération de Focus a été dévoilée au Salon de Détroit en janvier 2010 mais n'est commercialisée que depuis mars 2011.
De la volonté de Ford d'harmoniser ses différents modèles dans le monde (programme "One world, one Ford"), il en résulte que l'Amérique du Nord dispose des mêmes modèles que dans les autres pays. La Ford Focus a été vendue à 1 020 410 exemplaires en 2012, ce qui en fait la voiture la plus vendue dans le monde[réf. souhaitée]. Les versions 3 portes et coupé-cabriolet n'ont pas été reconduites, compte tenu du déclin de popularité de ces deux types de carrosserie.
Pour 2013, la Focus ST est réapparue sous une forme globale qui est proposée en deux carrosseries : berline 5 portes et break.
En octobre 2014, la Focus voit son dessin simplifié, elle est restylée selon la nouvelle signature visuelle de la marque.

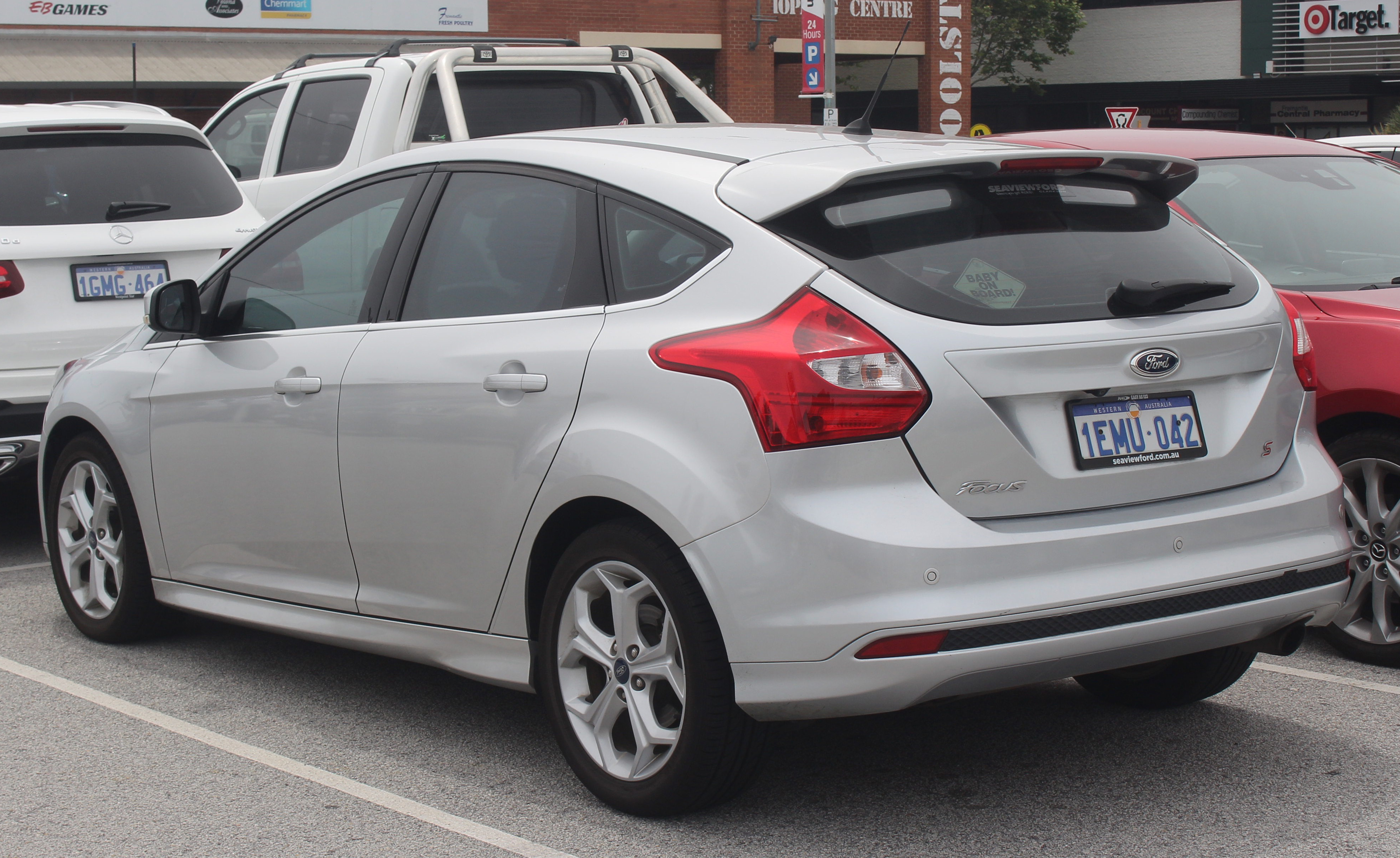
Ford Focus III phase 1 5 portes
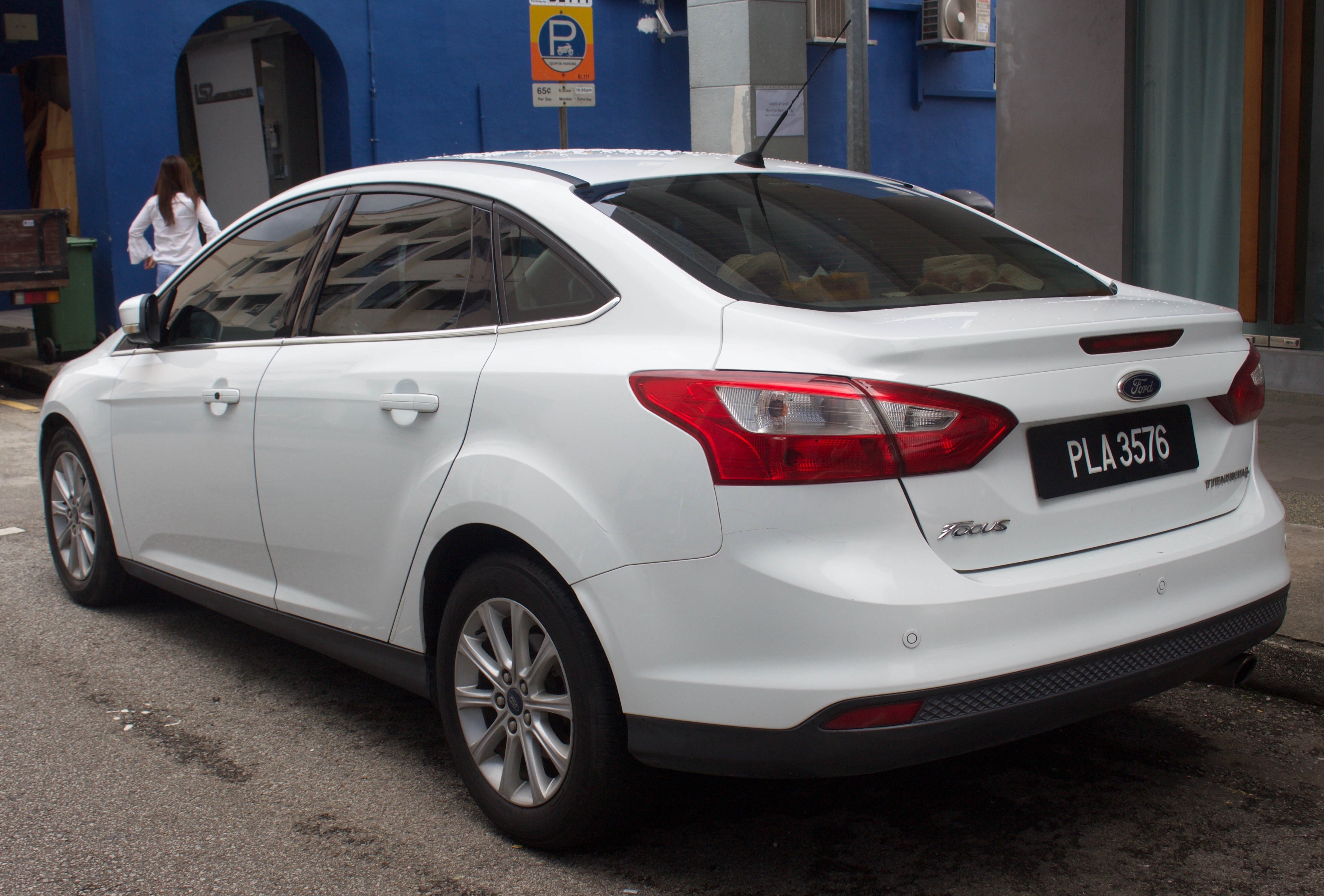
Ford Focus III phase 1 4 portes
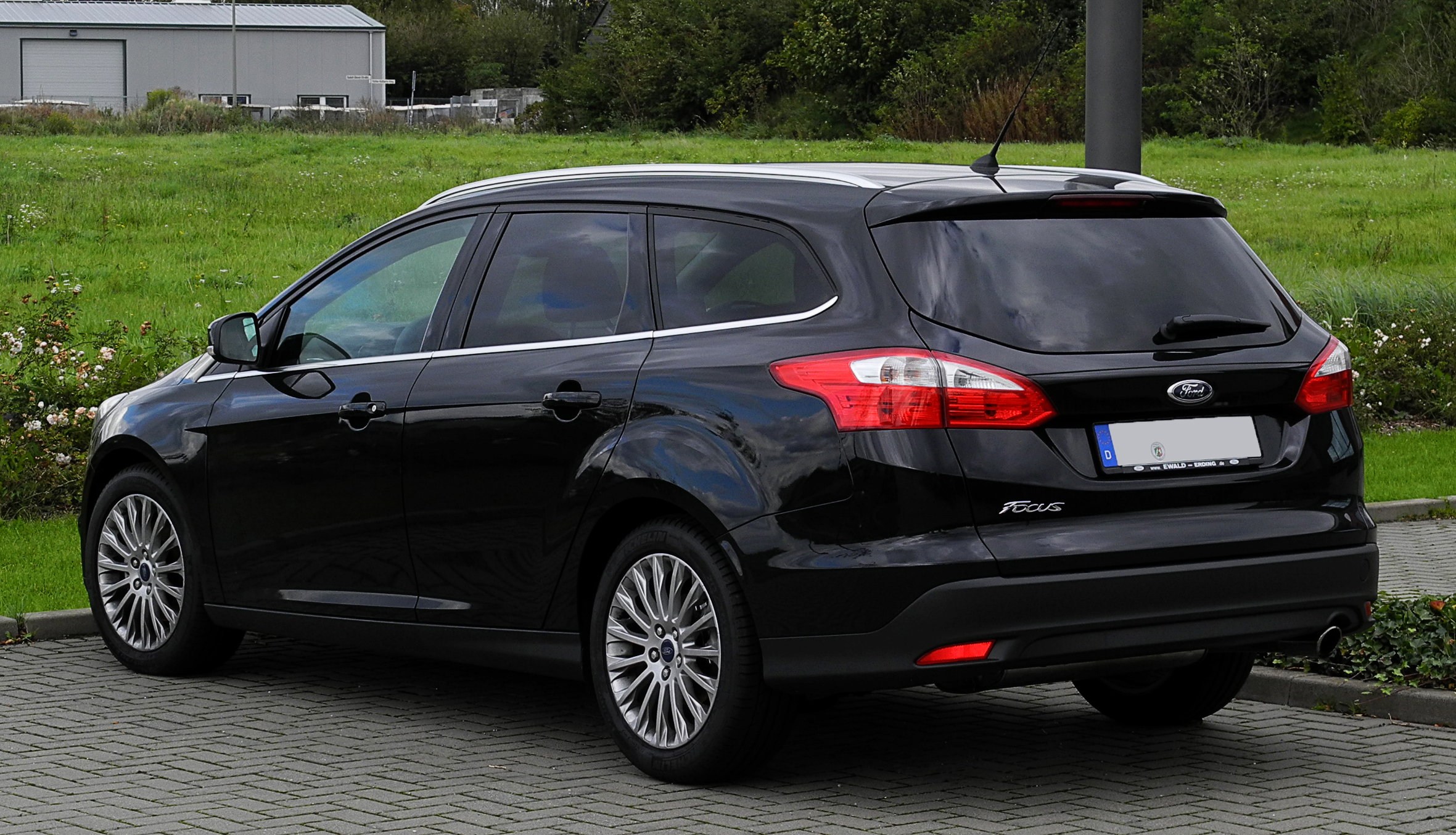
Ford Focus III phase 1 break
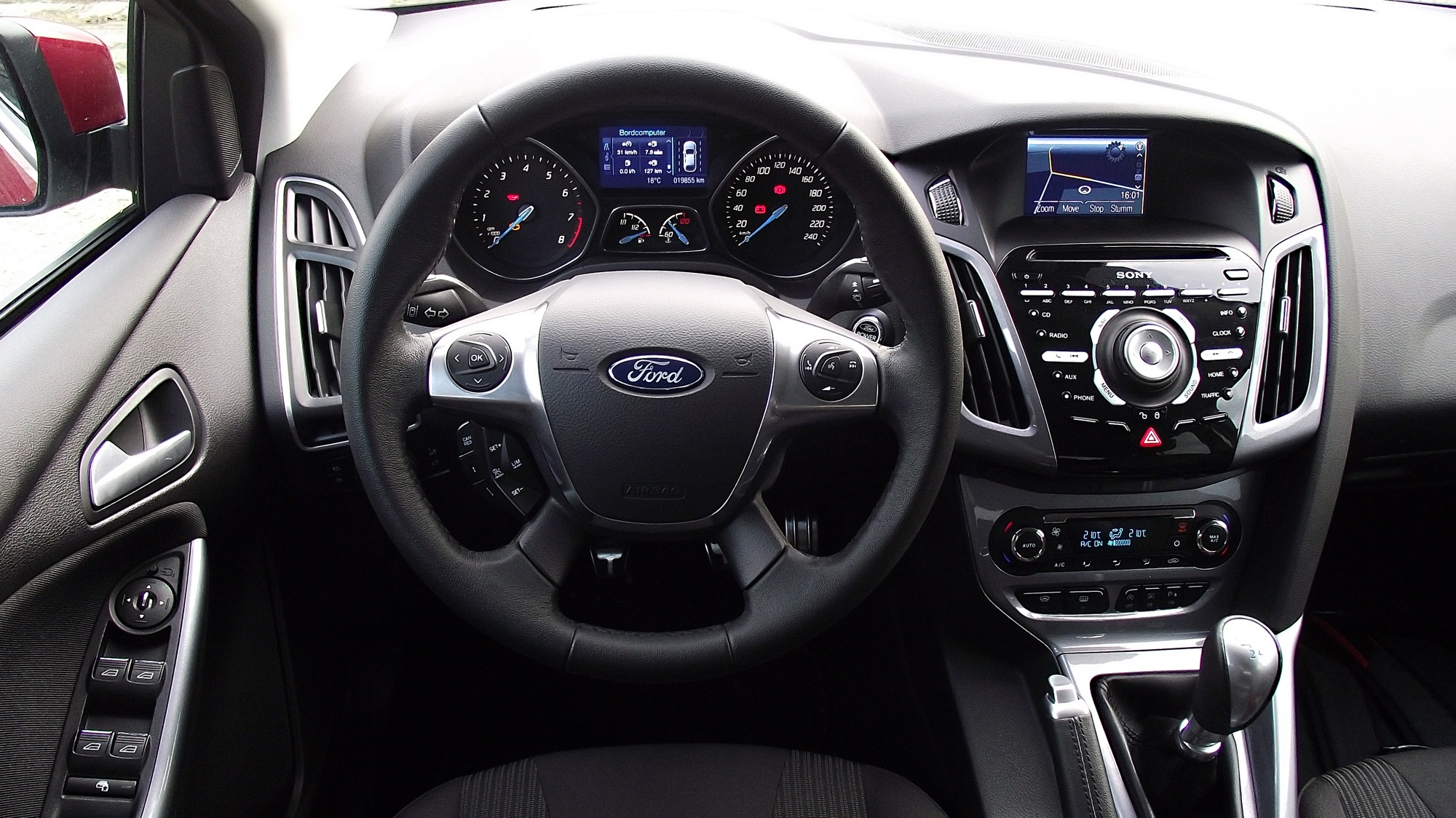
Ford Focus III phase 1 (intérieur)
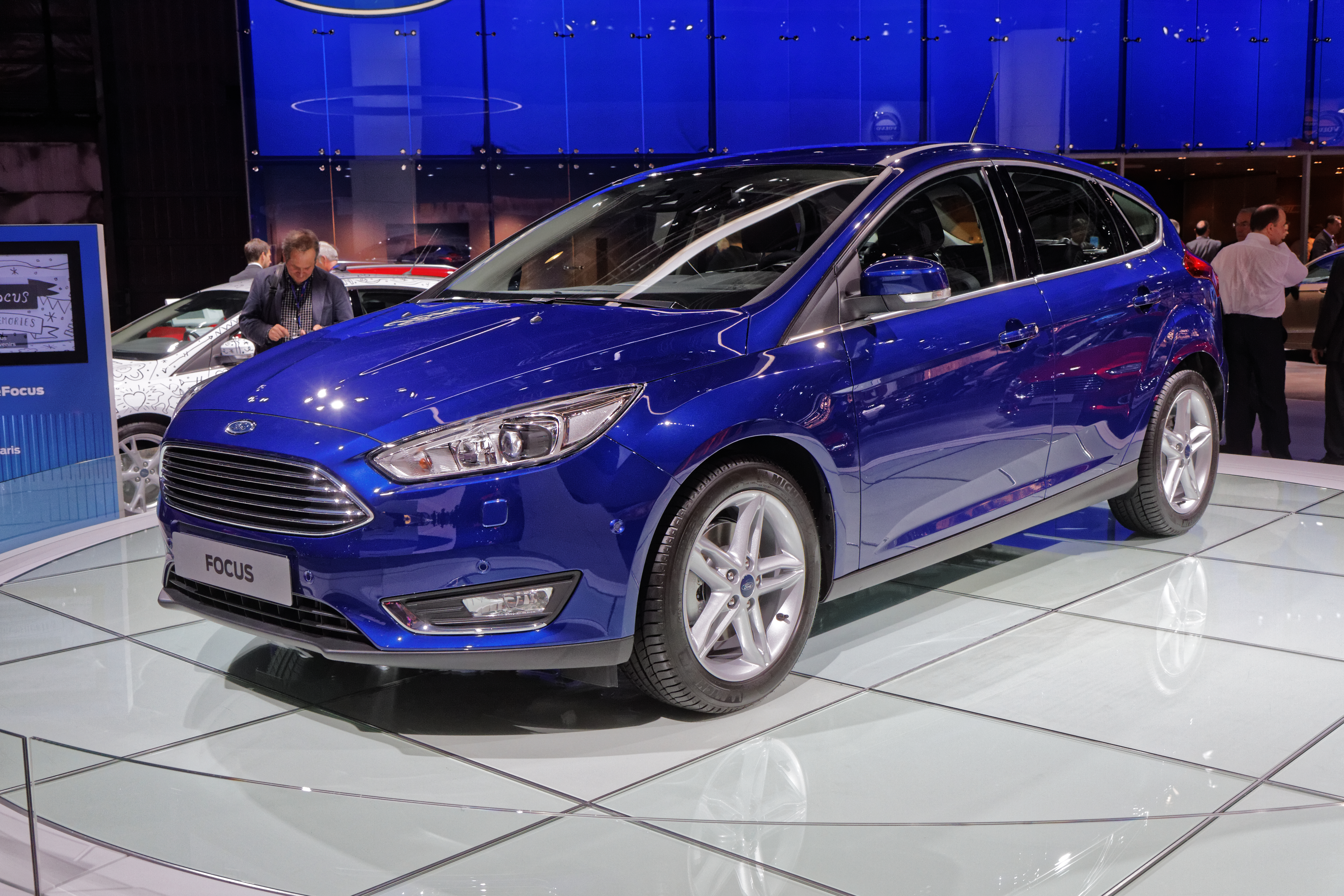
Ford Focus III 5 portes phase 2
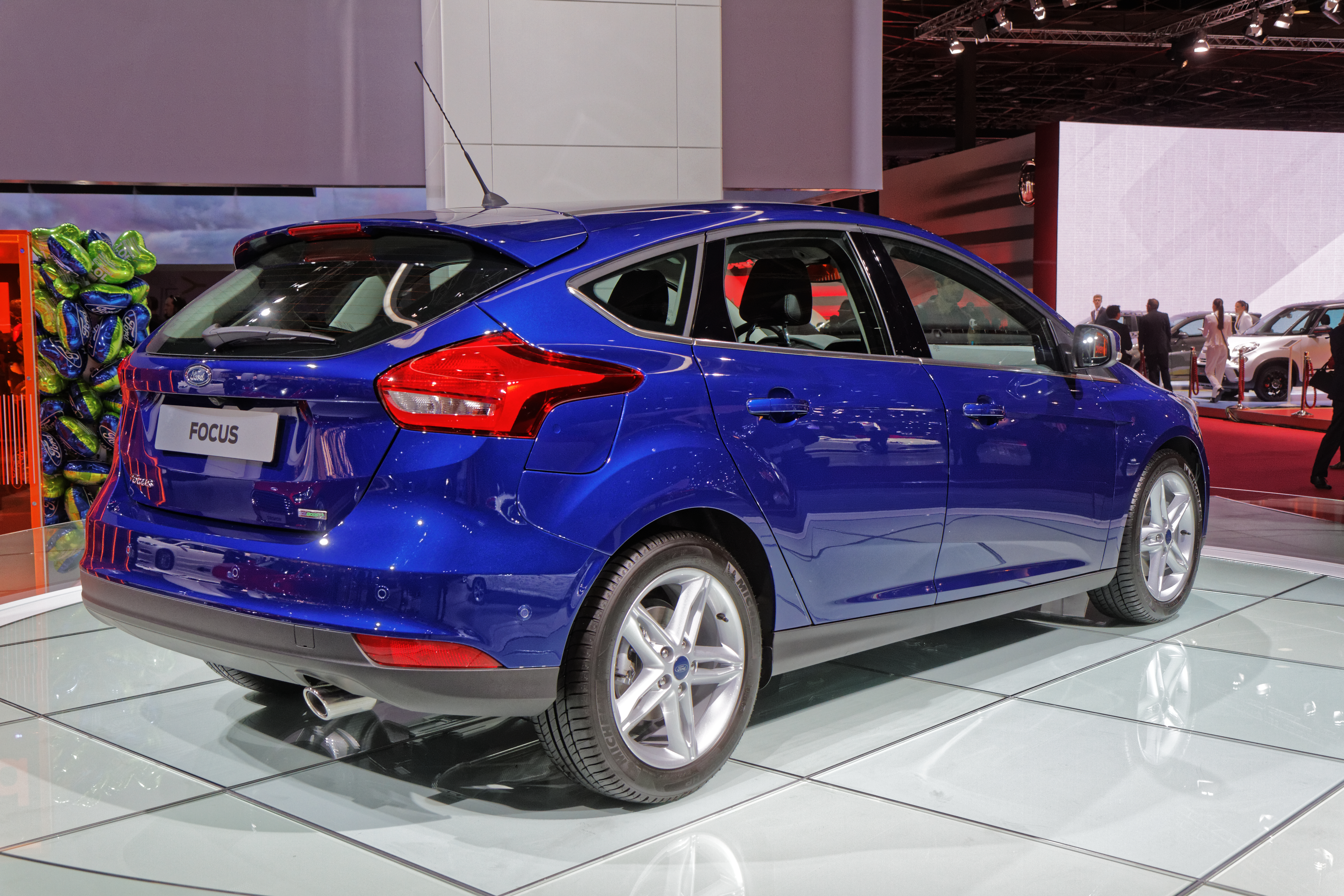
Ford Focus III 5 portes phase 2
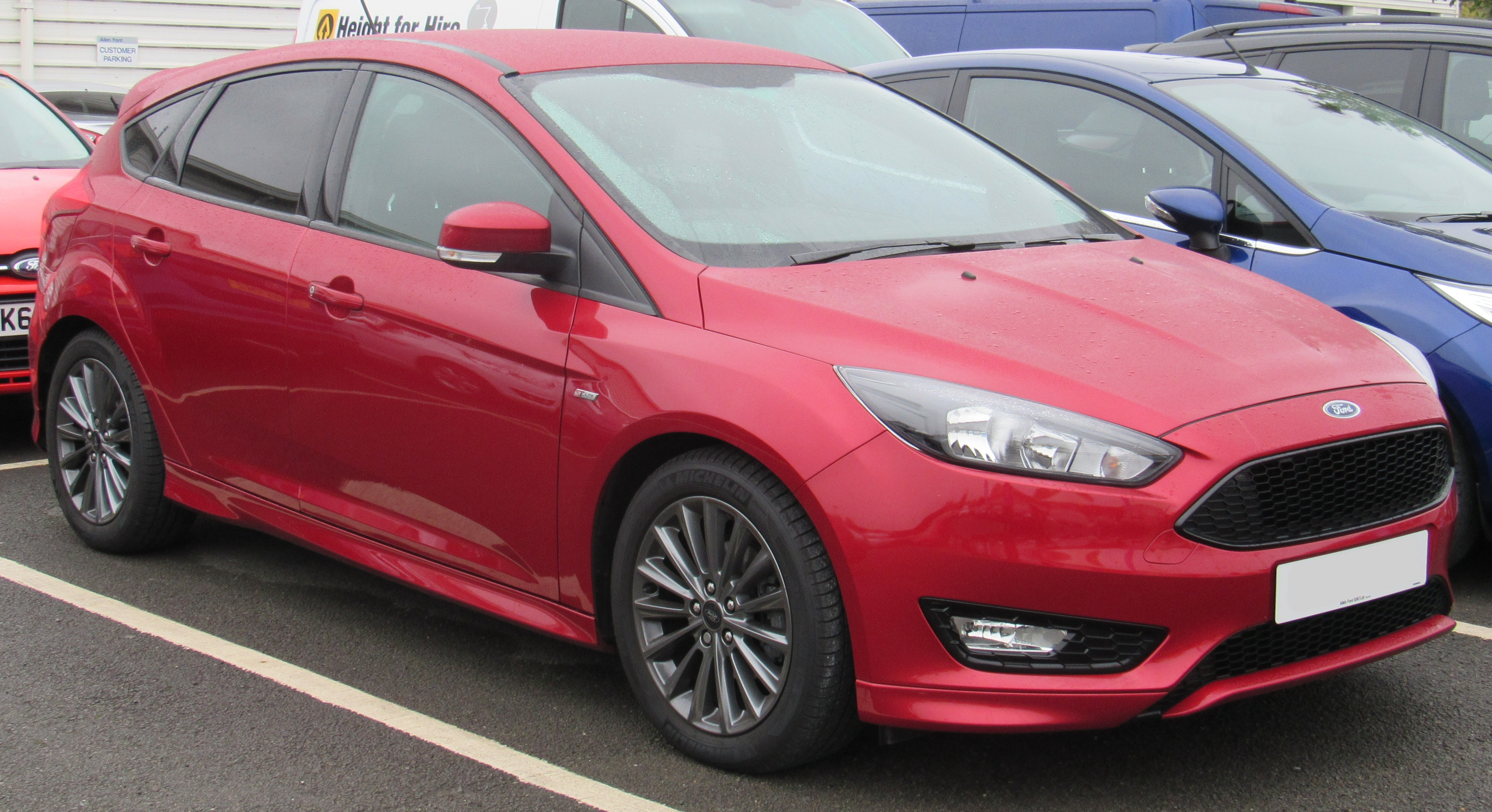
Ford Focus III phase 2 5 portes ST-Line
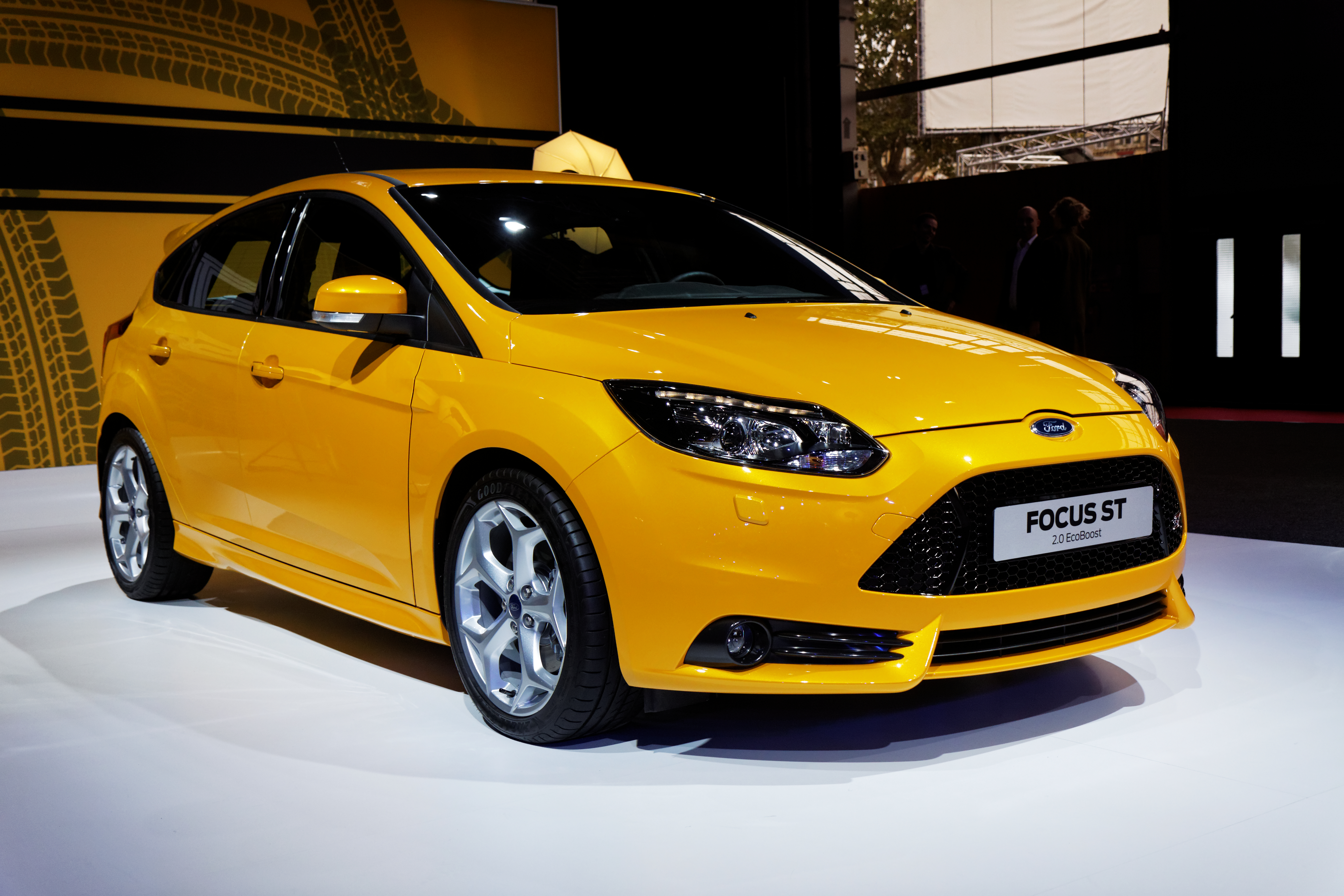
Ford Focus III phase 1 ST
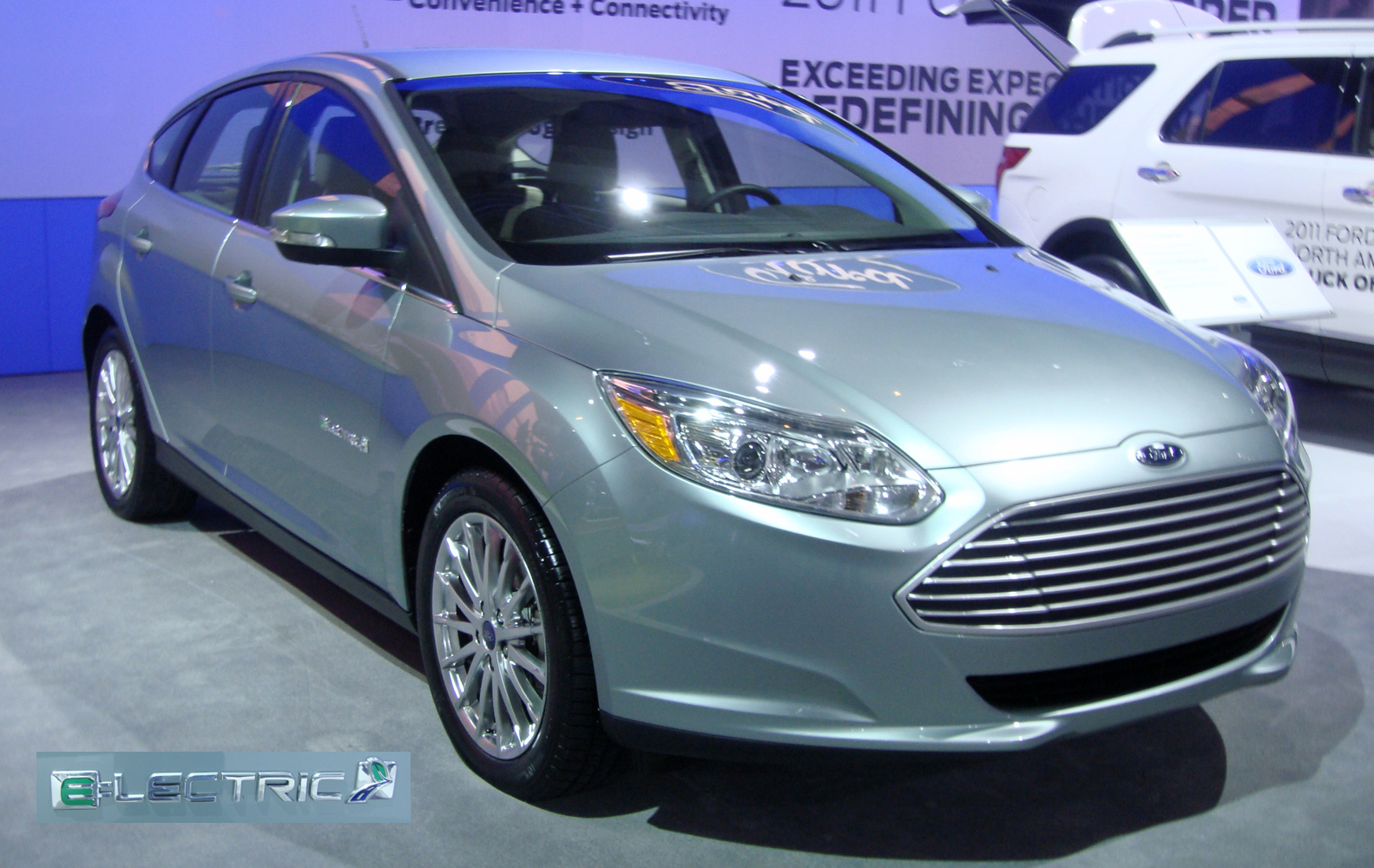
Ford Focus Electric (modèle américain)

### Motorisations
|                                       | 1.0 EcoBoost                              | 1.0 EcoBoost                              | 1.0 EcoBoost                              | 1.5 EcoBoost                              | 1.5 EcoBoost                              | 1.6 EcoBoost                              | 1.6 EcoBoost                              | 1.6 Ti-VCT                   | 1.6 Ti-VCT                    | 1.6 Ti-VCT                    | 2.0 EcoBoost                              | 2.3 EcoBoost                              |                     |                     |                     |                     |
| Caractéristiques                      |                                           |                                           |                                           |                                           |                                           |                                           |                                           |                              |                               |                               |                                           |                                           |                     |                     |                     |                     |
| Type de moteur                        | L3 essence                                | L3 essence                                | L3 essence                                | L4 essence                                | L4 essence                                | L4 essence                                | L4 essence                                | L4 essence                   | L4 essence                    | L4 essence                    | L4 essence                                | L4 essence                                |                     |                     |                     |                     |
| Alimentation                          | Turbocompressé, injection directe, Ti-VCT | Turbocompressé, injection directe, Ti-VCT | Turbocompressé, injection directe, Ti-VCT | Turbocompressé, injection directe, Ti-VCT | Turbocompressé, injection directe, Ti-VCT | Turbocompressé, injection directe, Ti-VCT | Turbocompressé, injection directe, Ti-VCT | Atmosphérique, Ti-VCT        | Atmosphérique, Ti-VCT         | Atmosphérique, Ti-VCT         | Turbocompressé, injection directe, Ti-VCT | Turbocompressé, injection directe, Ti-VCT |                     |                     |                     |                     |
| Cylindrée                             | 998 cm3                                   | 998 cm3                                   | 998 cm3                                   | 1 499 cm3                                 | 1 499 cm3                                 | 1 596 cm3                                 | 1 596 cm3                                 | 1 596 cm3                    | 1 596 cm3                     | 1 596 cm3                     | 2 000 cm3                                 | 2 261 cm3                                 |                     |                     |                     |                     |
| Puissance maximale                    | 74 kW (100 ch) à 6 000 tr/min             | 92 kW (125 ch) à 6 000 tr/min             | 103 kW (140 ch) à 6 000 tr/min            | 110 kW (150 ch) à 6 000 tr/min            | 134 kW (182 ch) à 6 000 tr/min            | 110 kW (150 ch) à 5 700 tr/min            | 134 kW (182 ch) à 5 700 tr/min            | 63 kW (85 ch) à 6 000 tr/min | 77 kW (105 ch) à 6 000 tr/min | 92 kW (125 ch) à 6 000 tr/min | 184 kW (250 ch) à 5 500 tr/min            | 257 kW (350 ch) à 6 000 tr/min            |                     |                     |                     |                     |
| Couple maximal                        | 170 N m à 1 400–4 000 tr/min              | 170 N m à 1 400–4 500 tr/min              | 180 N m à 1 500–3 600 tr/min              | 240 N m à 1 600–4 000 tr/min              | 240 N m à 1 600–5 000 tr/min              | 240 N m à 1 600–4 000 tr/min              | 240 N m à 1 600–5 000 tr/min              | 141 N m à 2 500 tr/min       | 150 N m à 4 000–4 500 tr/min  | 159 N m à 4 000 tr/min        | 360 N m à 2 000–4 500 tr/min              | 440 N m à 2 000–4 500 tr/min              |                     |                     |                     |                     |
| Transmission                          |                                           |                                           |                                           |                                           |                                           |                                           |                                           |                              |                               |                               |                                           |                                           |                     |                     |                     |                     |
| Transmission, série                   | Traction                                  | Traction                                  | Traction                                  | Traction                                  | Traction                                  | Traction                                  | Traction                                  | Traction                     | Traction                      | Traction                      | Traction                                  | Intégrale                                 |                     |                     |                     |                     |
| Boîte de vitesses, série              | Manuelle 5 rapports                       | Manuelle 6 rapports                       | Manuelle 6 rapports                       | Manuelle 6 rapports                       | Manuelle 6 rapports                       | Manuelle 6 rapports                       | Manuelle 6 rapports                       | Manuelle 5 rapports          | Manuelle 5 rapports           | Manuelle 5 rapports           | Manuelle 6 rapports                       | Manuelle 6 rapports                       | Manuelle 6 rapports | Manuelle 6 rapports | Manuelle 6 rapports | Manuelle 6 rapports |
| Boîte de vitesses, option             | —                                         | Automatique 6 rapports                    | —                                         | Automatique 6 rapports                    | Automatique 6 rapports                    | —                                         | —                                         | —                            | —                             | Automatique 6 rapports        | —                                         | —                                         |                     |                     |                     |                     |
| Mesures (5 portes)                    |                                           |                                           |                                           |                                           |                                           |                                           |                                           |                              |                               |                               |                                           |                                           |                     |                     |                     |                     |
| Vitesse maximale                      | 185 km/h                                  | 192 km/h (193 km/h)                       | 193 km/h                                  | 210 km/h (208 km/h)                       | 222 km/h (220 km/h)                       | 210 km/h                                  | 222 km/h                                  | 170 km/h                     | 180 km/h                      | 190 km/h (193 km/h)           | 248 km/h                                  | 266 km/h                                  |                     |                     |                     |                     |
| Accélération 0–100 km/h               | 12,5 s                                    | 11,0 s (11,0 s)                           | 10,4 s)                                   | 8,9 s (9,2 s)                             | 8,6 s (8,9 s)                             | 8,6 s                                     | 7,9 s                                     | 14,9 s                       | 12,3 s                        | 10,9 s (11,7 s)               | 6,5 s                                     | 4,7 s                                     |                     |                     |                     |                     |
| Consommation par 100 km (cycle mixte) | 4,6–4,8 l, SP95                           | 4,7–4,9 l, SP95                           | 4,9 l, SP95                               | 5,5–6,1 l, SP95                           | 5,5–6,1 l, SP95                           | 6,0 l, SP95                               | 6,0 l, SP95                               | 5,9 l, SP95                  | 5,9 l, SP95                   | 5,9 l, SP95                   | 6,8–7,2 l, SP98                           | 7,7 l, SP98                               |                     |                     |                     |                     |
| Émissions de CO2 (cycle mixte)        | 105–111 g/km                              | 108–114 g/km                              | 112 g/km                                  | 127–140 g/km                              | 127–140 g/km                              | 139 g/km                                  | 139 g/km                                  | 136 g/km                     | 136 g/km                      | 136 g/km                      | 159–169 g/km                              | 175 g/km                                  |                     |                     |                     |                     |
| Norme d'émission                      | Euro 6                                    | Euro 6                                    | Euro 6                                    | Euro 6                                    | Euro 6                                    | Euro 5                                    | Euro 5                                    | Euro 6                       | Euro 5                        | Euro 5                        | Euro 6                                    | Euro 6                                    |                     |                     |                     |                     |
| Capacité du réservoir                 | 55 L                                      | 55 L                                      | 55 L                                      | 55 L                                      | 55 L                                      | 55 L                                      | 55 L                                      | 55 L                         | 55 L                          | 55 L                          | 62 L                                      | 51 L                                      |                     |                     |                     |                     |

1. 1 2  Euro 5 avant septembre 2014.

|                                       | 1.5 TDCi                                                        | 1.5 TDCi                                                        | 1.5 TDCi                                                        | 1.6 TDCi                                                        | 1.6 TDCi                                                        | 2.0 TDCi                                                        | 2.0 TDCi                                                        | 2.0 TDCi                                                        | 2.0 TDCi                                                        | 2.0 TDCi                                                        |
| Caractéristiques                      |                                                                 |                                                                 |                                                                 |                                                                 |                                                                 |                                                                 |                                                                 |                                                                 |                                                                 |                                                                 |
| Type de moteur                        | L4 Diesel                                                       | L4 Diesel                                                       | L4 Diesel                                                       | L4 Diesel                                                       | L4 Diesel                                                       | L4 Diesel                                                       | L4 Diesel                                                       | L4 Diesel                                                       | L4 Diesel                                                       | L4 Diesel                                                       |
| Alimentation                          | Turbo à géométrie variable et injection directe à rampe commune | Turbo à géométrie variable et injection directe à rampe commune | Turbo à géométrie variable et injection directe à rampe commune | Turbo à géométrie variable et injection directe à rampe commune | Turbo à géométrie variable et injection directe à rampe commune | Turbo à géométrie variable et injection directe à rampe commune | Turbo à géométrie variable et injection directe à rampe commune | Turbo à géométrie variable et injection directe à rampe commune | Turbo à géométrie variable et injection directe à rampe commune | Turbo à géométrie variable et injection directe à rampe commune |
| Cylindrée                             | 1 499 cm3                                                       | 1 499 cm3                                                       | 1 499 cm3                                                       | 1 560 cm3                                                       | 1 560 cm3                                                       | 1 997 cm3                                                       | 1 997 cm3                                                       | 1 997 cm3                                                       | 1 997 cm3                                                       | 1 997 cm3                                                       |
| Puissance maximale                    | 70 kW (95 ch) à 3 600 tr/min                                    | 77 kW (105 ch) à 3 600 tr/min                                   | 88 kW (120 ch) à 3 600 tr/min                                   | 70 kW (95 ch) à 3 800 tr/min                                    | 84 kW (115 ch) à 3 600 tr/min                                   | 84 kW (115 ch) à 3 750 tr/min                                   | 103 kW (140 ch) à 3 750 tr/min                                  | 110 kW (150 ch) à 3 750 tr/min                                  | 120 kW (163 ch) à 3 750 tr/min                                  | 136 kW (185 ch) à 3 500 tr/min                                  |
| Couple maximal                        | 270 N m à 1 500–2 000 tr/min                                    | 270 N m à 1 750–2 500 tr/min                                    | 270 N m à 1 750–2 500 tr/min                                    | 230 N m à 1 500–2 000 tr/min                                    | 270 N m à 1 750–2 500 tr/min                                    | 300 N m à 1 500–2 250 tr/min                                    | 320 N m à 1 750–2 750 tr/min                                    | 370 N m à 2 000–3 250 tr/min                                    | 340 N m à 2 000–3 250 tr/min                                    | 400 N m à 2 000–2 750 tr/min                                    |
| Transmission                          |                                                                 |                                                                 |                                                                 |                                                                 |                                                                 |                                                                 |                                                                 |                                                                 |                                                                 |                                                                 |
| Transmission, série                   | Traction                                                        | Traction                                                        | Traction                                                        | Traction                                                        | Traction                                                        | Traction                                                        | Traction                                                        | Traction                                                        | Traction                                                        | Traction                                                        |
| Boîte de vitesses, série              | Manuelle 6 rapports                                             | Manuelle 6 rapports                                             | Manuelle 6 rapports                                             | Manuelle 6 rapports                                             | Manuelle 6 rapports                                             | PowerShift 6 rapports                                           | Manuelle 6 rapports                                             | Manuelle 6 rapports                                             | Manuelle 6 rapports                                             | Manuelle 6 rapports                                             |
| Boîte de vitesses, option             | —                                                               | —                                                               | PowerShift 6 rapports                                           | —                                                               | —                                                               | —                                                               | PowerShift 6 rapports                                           | PowerShift 6 rapports                                           | PowerShift 6 rapports                                           | —                                                               |
| Mesures                               |                                                                 |                                                                 |                                                                 |                                                                 |                                                                 |                                                                 |                                                                 |                                                                 |                                                                 |                                                                 |
| Vitesse maximale                      | 180 km/h                                                        | 197 km/h                                                        | 193 km/h (191 km/h)                                             | 182 km/h                                                        | 195 km/h                                                        | 198 km/h                                                        | 209 km/h (207 km/h)                                             | 210 km/h (210 km/h)                                             | 220 km/h (217 km/h)                                             | 217 km/h                                                        |
| Accélération 0–100 km/h               | 12,0 s                                                          | 11,9 s                                                          | 10,5 s (10,8 s)                                                 | 12,5 s                                                          | 10,8 s                                                          | 10,9 s                                                          | 8,9 s (9,5 s)                                                   | 8,8 s (8,7 s)                                                   | 8,6 s (8,9 s)                                                   | 8,1 s                                                           |
| Consommation par 100 km (cycle mixte) | 3,8 l, Diesel                                                   | 3,4 l, Diesel                                                   | 3,8–4,2 l, Diesel                                               | 4,2–4,5 l, Diesel                                               | 4,2–4,5 l, Diesel                                               | 5,3 l, Diesel                                                   | 5,0–5,3 l, Diesel                                               | 4,0–4,8 l, Diesel                                               | 5,0–5,3 l, Diesel                                               | 4,2 l, Diesel                                                   |
| Émissions de CO2 (cycle mixte)        | 98 g/km                                                         | 88 g/km                                                         | 98–109 g/km                                                     | 109–117 g/km                                                    | 109–117 g/km                                                    | 139 g/km                                                        | 129–139 g/km                                                    | 105–124 g/km                                                    | 129–139 g/km                                                    | 110 g/km                                                        |
| Norme d'émission                      | Euro 6                                                          | Euro 6                                                          | Euro 6                                                          | Euro 5                                                          | Euro 5                                                          | Euro 5                                                          | Euro 5                                                          | Euro 6                                                          | Euro 5                                                          | Euro 6                                                          |
| Capacité du réservoir                 | 53 L                                                            | 53 L                                                            | 53 L                                                            | 53 L                                                            | 53 L                                                            | 60 L                                                            | 60 L                                                            | 60 L                                                            | 60 L                                                            | 60 L                                                            |

1. ↑  Euro 6 après septembre 2014.

### Finitions
- Red Edition
- Black Edition
- ST-Line

#### Séries spéciales
- 50th Anniversary

### Focus RS mk3 (2015-2018)
Sur sa troisième génération de Focus restylée, Ford a dévoilé sa nouvelle version sportive RS au Salon de Genève 2015. Cette dernière abandonne le 5-cylindres d'origine Volvo au profit d'un 4-cylindres turbo 2,3 litres EcoBoost emprunté à la Mustang 2014, développant d'origine 317 ch mais gonflé à 350 ch pour l'occasion. Pour la première fois de son histoire, la Focus se voit greffée d'une transmission intégrale. Effectuant le 0 à 100 km/h en 4,7 s avec une vitesse théorique maximale de 266 km/h, le couple maximal de 440 N m exploitable entre 2 200 et 4 500 tr/min peut être porté à 470 N m pendant une durée de 15 s lors de fortes accélérations à l'aide de l'overboost.
Elle est commercialisée en France dès janvier 2016 au tarif de 39 600 €, avec le malus écologique de 2 200 €.
En août 2017, la Focus RS est disponible avec un pack « Performance » avec des jantes de 19 pouces spécifiques, des étriers de freins peints en bleu, un spoiler, un toit et des coques de rétroviseurs noirs mat.

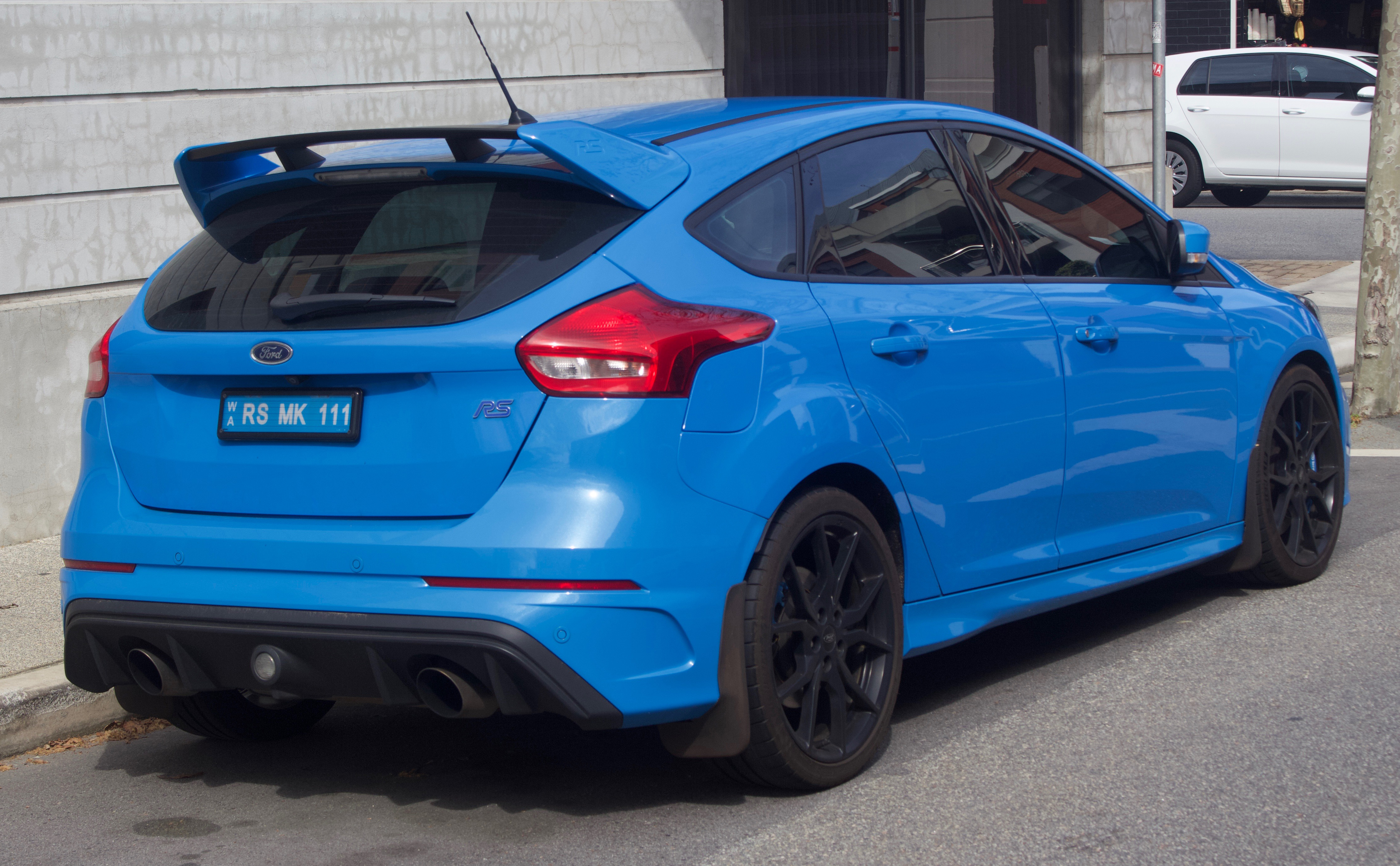
Ford Focus III RS

### Focus RS RX
Impliqué officiellement dans le Championnat du monde de rallycross à partir de 2016, Ford a conçu en collaboration avec l'équipe M-Sport et le Hoonigan Racing Division une voiture dérivée de la Focus III RS capable de rivaliser avec les autres constructeurs. Pilotée par l'Américain Ken Block et le Norvégien Andreas Bakkerud, la voiture dispose d'un moteur 2,0 l turbo développant 600 ch et 900 N m de couple. La puissance est transmise aux quatre roues par une boîte de vitesses séquentielle à six rapports, ce qui permet d'abattre le 0 à 100 km/h en deux secondes.

## Quatrième génération (2018-)
La quatrième génération de la Ford Focus est présentée à Londres le 10 avril 2018 en version cinq-portes, berline quatre-portes, break « SW » et baroudeuse « Active », pour une commercialisation à partir de juin 2018. Pour la première fois, la Focus 4 portes n'est pas commercialisée en France.

Focus IV
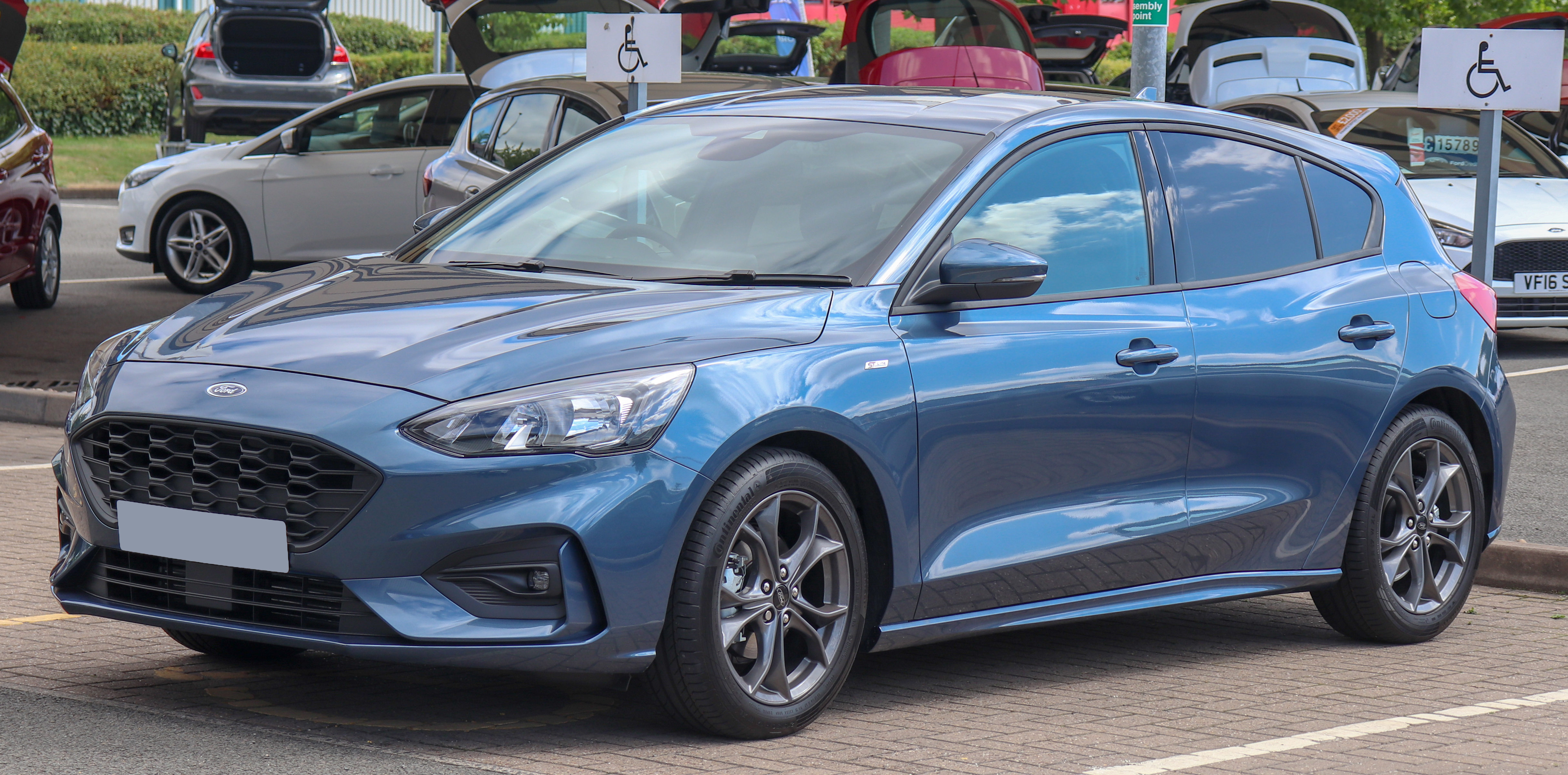
5 portes (ST-Line)
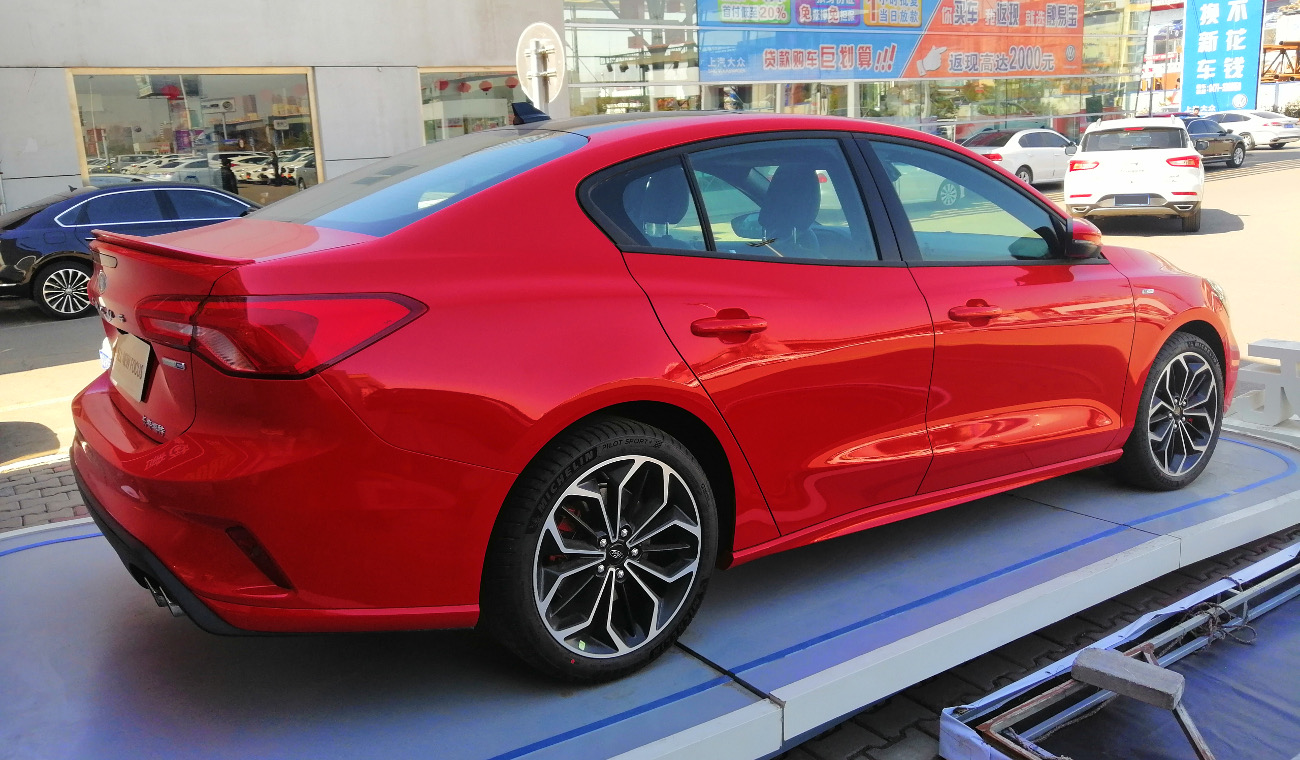
4 portes (ST-Line)
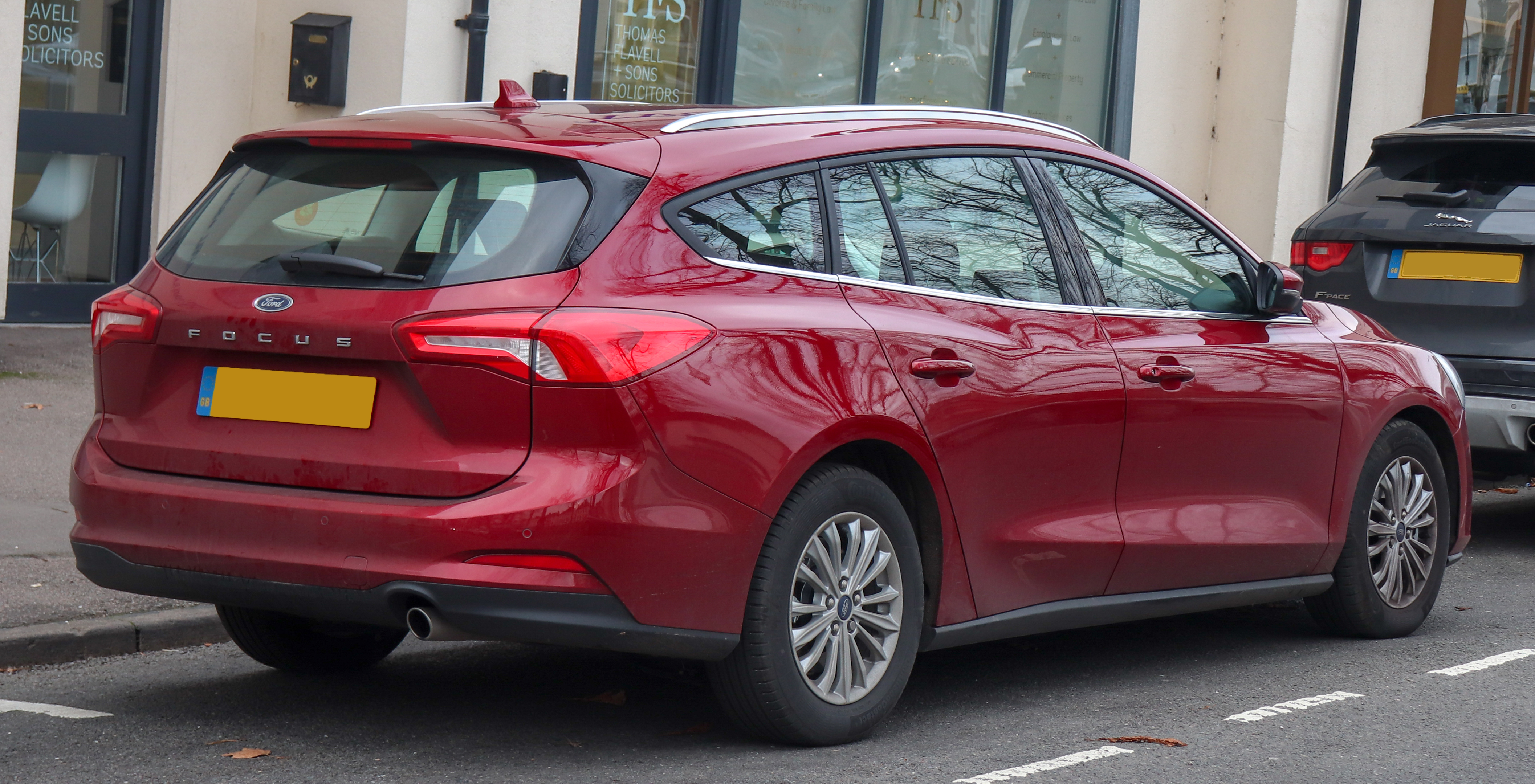
5 portes break SW (Titanium)

Phase 2
Ford présente la version restylée de la Focus en octobre 2021. Elle reçoit notamment un nouveau système multimédia (SYNC4) et un plus grand écran de navigation de 13 pouces.
En 2022, il est annoncé que Ford abandonne la Focus d'ici 2025, dans le cadre d'une orientation vers les véhicules multisegments et l'électrification,,.

### Caractéristiques techniques
La Focus IV repose sur une nouvelle plateforme technique nommée « C2 ».

#### Motorisations
La Focus IV reçoit trois moteurs essence 1.0 EcoBoost en 85, 100 et 125 ch, et deux moteurs essence 1.5 EcoBoost en 150 et 182 ch. En Diesel, deux moteurs 1.5 EcoBlue en 95 et 120 ch, et un 2.0 EcoBlue développant 150 ch. La boîte automatique à huit rapports est disponible avec les moteurs essence 125 et 150 ch, et les Diesel 120 et 150 ch.
|                                                      | EcoBoost 1.0                 | EcoBoost 1.0                 | EcoBoost 1.0                 | EcoBoost 1.0                 | EcoBoost 1.5                 | EcoBoost 1.5                 | EcoBoost 1.5                 | EcoBoost 1.5                 | EcoBoost 2.3                 | EcoBlue 1.5        | EcoBlue 1.5        | EcoBlue 1.5        | EcoBlue 2.0        | EcoBlue 2.0        | EcoBlue 2.0        |
| ---------------------------------------------------- | ---------------------------- | ---------------------------- | ---------------------------- | ---------------------------- | ---------------------------- | ---------------------------- | ---------------------------- | ---------------------------- | ---------------------------- | ------------------ | ------------------ | ------------------ | ------------------ | ------------------ | ------------------ |
| Moteur                                               | 3-cylindres en ligne essence | 3-cylindres en ligne essence | 3-cylindres en ligne essence | 3-cylindres en ligne essence | 3-cylindres en ligne essence | 3-cylindres en ligne essence | 3-cylindres en ligne essence | 3-cylindres en ligne essence | 4-cylindres en ligne essence | 4-cylindres Diesel | 4-cylindres Diesel | 4-cylindres Diesel | 4-cylindres Diesel | 4-cylindres Diesel | 4-cylindres Diesel |
| Admission                                            | Turbocompressé               | Turbocompressé               | Turbocompressé               | Turbocompressé               | Turbocompressé               | Turbocompressé               | Turbocompressé               | Turbocompressé               | Turbocompressé               | Turbocompressé     | Turbocompressé     | Turbocompressé     | Turbocompressé     | Turbocompressé     | Turbocompressé     |
| Cylindrée (cm3)                                      | 999                          | 999                          | 999                          | 999                          | 1 499                        | 1 499                        | 1 499                        | 1 499                        | 2 261                        | 1 499              | 1 499              | 1 499              | 1 997              | 1 997              | 1 997              |
| Puissance maximale ch (kW)                           | 85 (63)                      | 100 (74)                     | 125 (92)                     | 125 (92)                     | 150 (110)                    | 150 (110)                    | 182 (134)                    | 182 (134)                    | 280 (206)                    | 95 (70)            | 120 (88)           | 120 (88)           | 150 (110)          | 150 (110)          | 190 (140)          |
| au régime de (tr/min)                                | 4 000                        | 4 500                        | 6 000                        | 6 000                        | 3 600                        | 3 600                        |                              |                              | 5 500                        | 3 600              |                    |                    |                    |                    |                    |
| Couple maximal (N m)                                 | 170                          | 170                          | 170                          | 170                          | 240                          | 240                          | 240                          | 240                          | 420                          | 300                | 300                | 300                | 370                | 370                | 400                |
| au régime de (tr/min)                                |                              |                              |                              |                              |                              |                              |                              |                              | 3 000 à 4 000                |                    |                    |                    |                    |                    |                    |
| Boîte de vitesses                                    | BVM6                         | BVM6                         | BVM6                         | BVA8                         | BVM6                         | BVA8                         | BVM6                         | BVA8                         | BVM6 ou BVA7                 | BVM6               | BVM6               | BVA8               | BVM6               | BVA8               | BMV6 ou BVA7       |
| Transmission                                         | Aux roues avant              | Aux roues avant              | Aux roues avant              | Aux roues avant              | Aux roues avant              | Aux roues avant              | Aux roues avant              | Aux roues avant              | Aux roues avant              | Aux roues avant    | Aux roues avant    | Aux roues avant    | Aux roues avant    | Aux roues avant    | Aux roues avant    |
| Vitesse maximale (en km/h)                           | 177                          | 186                          | 200                          | 195                          | 210                          | 208                          | 220                          | 220                          |                              | 183                | 196                | 191                | 210                | 207                |                    |
| 0-100 km/h (en s)                                    | 13,5                         | 12,1                         | 10,0                         | 11,1                         | 8,8                          | 8,9                          | 8,5                          | 8,4                          | 6,0                          | 11,4               | 10,0               | 10,5               | 8,5                | 9,3                |                    |
| Consommation (en L/100 km) urbain/extra-urbain/mixte | 6,0/4,2/4,8                  | 5,8/4,1/4,7                  | 5,9/4,1/4,8                  | 7,1/4,7/5,6                  | 6,9/4,5/5,3                  | 7,6/4,9/5,9                  | 7,1/4,7/5,5                  | 7,5/4,9/5,9                  |                              | 3,8/3,3/35         | 3,9/3,3/3,5        | 4,9/4,1/4,4        | 5,6/3,6/4,4        | 5,3/3,9/4,4        |                    |
| Émissions de CO2 (en g/km)                           | 104                          | 104                          | 104                          | 123                          | 118                          | 127                          | 119                          | 126                          | 175                          | 89                 | 90                 | 110                | 114                | 113                |                    |
| Masse à vide (kg)                                    | 1 322                        | 1 322                        | 1 322                        | 1 371                        | 1 369                        | 1 404                        | 1 408                        | 1 404                        |                              | 1 363              | 1 363              | 1 454              | 1 493              | 1 518              |                    |
| Capacité du réservoir (L)                            | 52                           | 52                           | 52                           | 52                           | 52                           | 52                           | 52                           | 52                           | 52                           | 52                 | 52                 | 52                 | 52                 | 52                 | 52                 |
| Norme environnementale                               | Euro 6                       | Euro 6                       | Euro 6                       | Euro 6                       | Euro 6                       | Euro 6                       | Euro 6                       | Euro 6                       | Euro 6                       | Euro 6             | Euro 6             | Euro 6             | Euro 6             | Euro 6             | Euro 6             |

Données constructeur.

#### Finitions

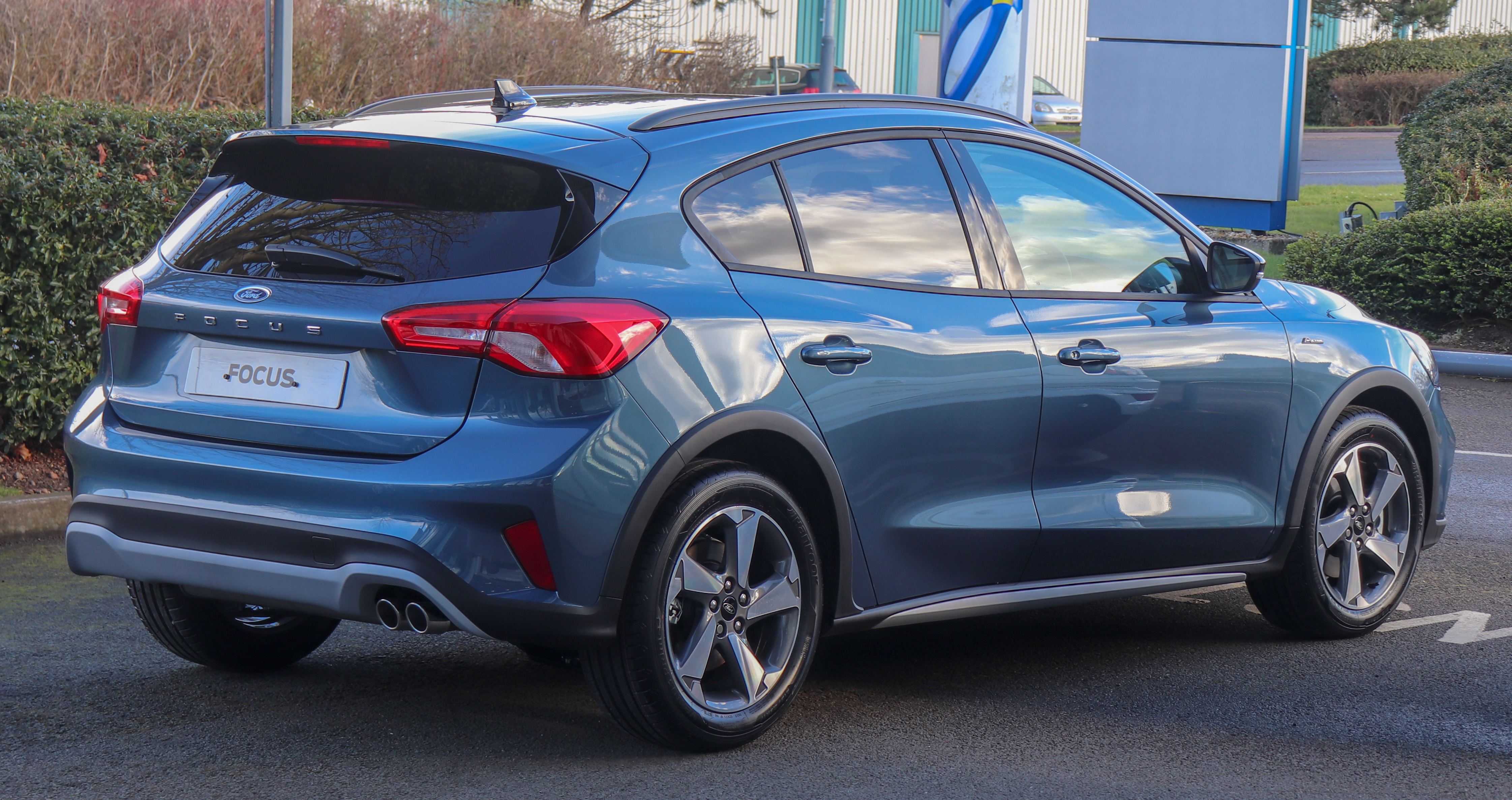
Ford Focus IV phase 1 Active.

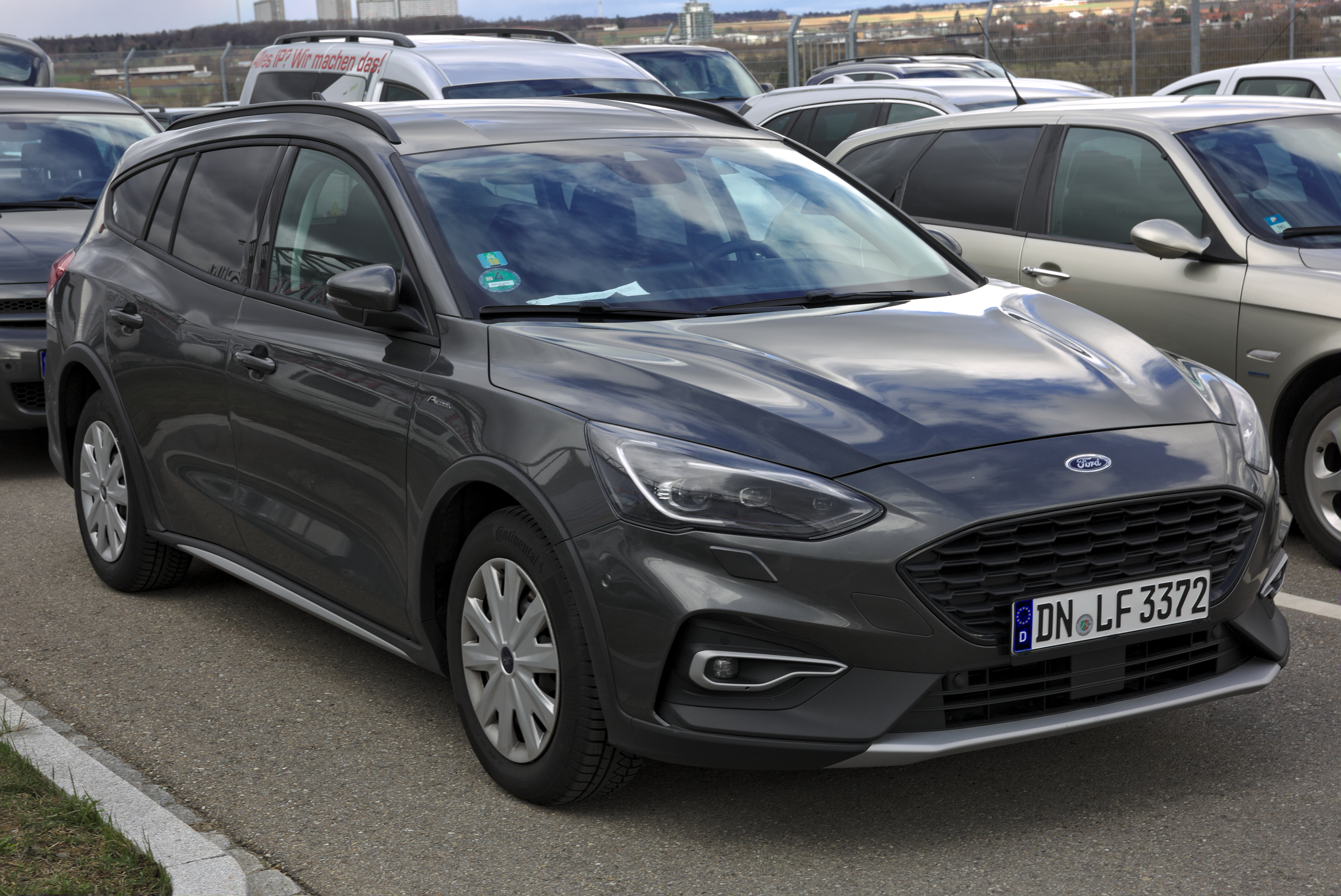
Ford Focus IV phase 1 SW Active.

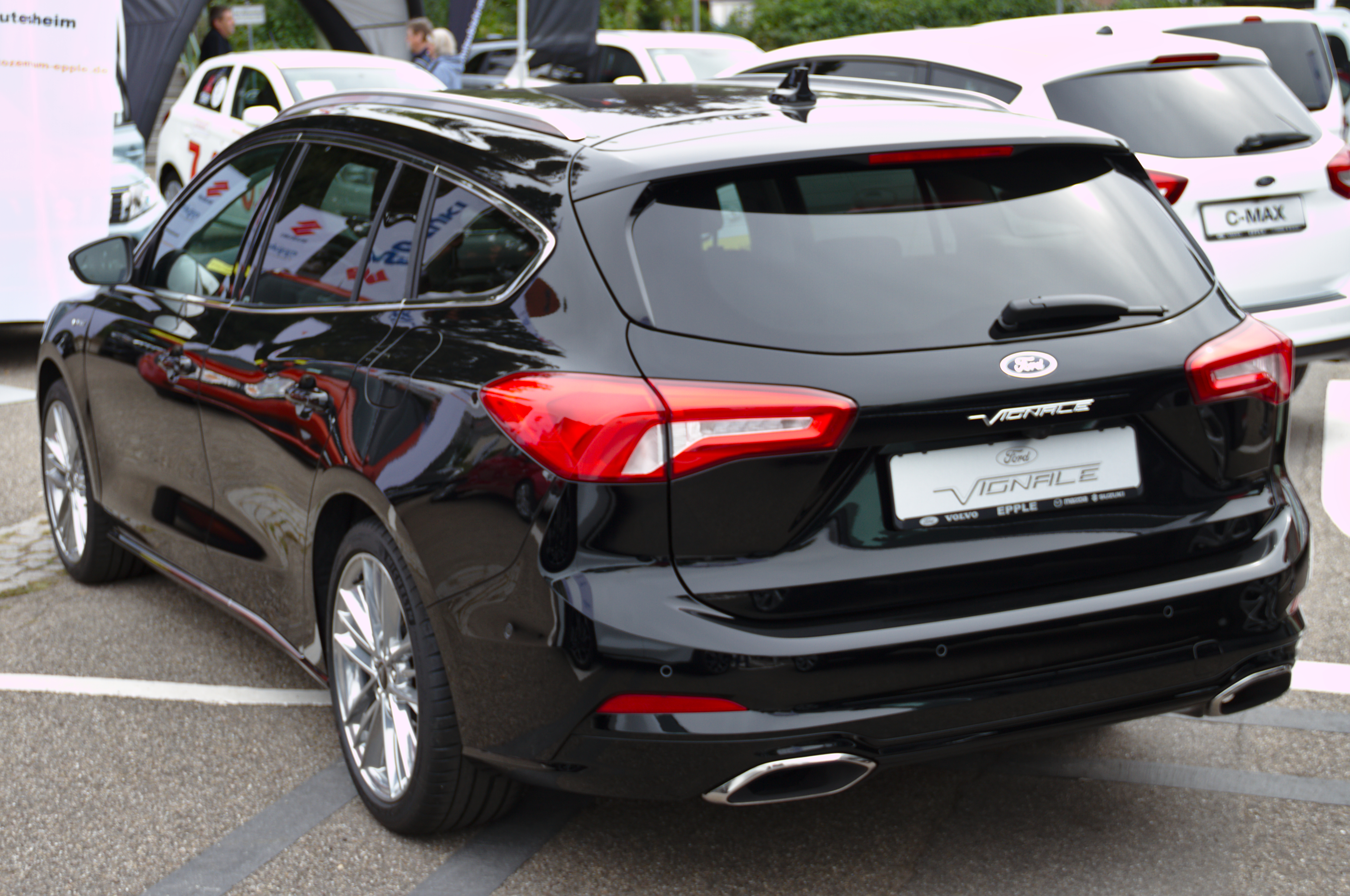
Ford Focus IV phase 1 SW Vignale.

La Focus reçoit quatre finitions : Trend, Titanium, ST-Line (sport) et Vignale (luxe).
Trend
- aide au démarrage en côte ;
- aide au maintien dans la voie ;
- allumage des feux automatique ;
- climatisation manuelle ;
- freinage automatique post-collision ;
- limiteur de vitesse intelligent ;
- poignées des portes, becquet, pare-chocs avant et arrière couleur carrosserie ;
- rétroviseurs extérieurs chauffants et réglables électriquement ;
- système de prévention de collision avec détection des piétons ;
- système multimédia avec Bluetooth, commande vocale et écran de 11 cm.

Titanium (Trend +)
- aide au stationnement avant et arrière ;
- allumage automatique des essuie-glaces ;
- climatisation automatique bi-zone ;
- démarrage sans clé ;
- feux antibrouillard avec éclairage dans les virages ;
- frein de stationnement électrique ;
- jantes alliage 16 pouces ;
- régulateur de vitesse avec limiteur intelligent ;
- rétroviseurs rabattables électriquement ;
- système multimédia Sync3, écran tactile de 20 cm et GPS.

ST-Line (Titanium +)
- double sortie d'échappement sport ;
- inserts, plaques de seuil de porte, pommeau de levier de vitesse avec logo ST-Line ;
- jantes alliage 17 pouces ;
- kit carrosserie ST-Line avec jupes, spoiler et béquet ;
- sellerie tissu à surpiqûres rouge, tapis de sol et volant cuir avec logo ST-Line ;
- suspensions sport (garde au sol abaissée de 10 mm).

Vignale (ST_Line +)
- accoudoirs avant et arrière en cuir ;
- Active Park Assist ;
- affichage tête-haute ;
- inserts en cuir Vignale sur la planche de bord ;
- jantes alliage 17 pouces ;
- kit carrosserie Vignale ;
- optiques Full LED ;
- sellerie cuir Vignale ;
- siège conducteur à réglages électriques ;
- sièges avant chauffants ;
- volant spécifique en cuir Vignale.

Active (Titanium +)
- Pas encore d'information.

Trend Business (version entreprise)
Une version baroudeuse typée crossover « Active » est également développée et disponible depuis fin 2018.

### Focus IV ST
En février 2019, Ford présente la Focus ST, motorisée par un 4-cylindres essence 2,3 litres Ecoboost développant 280 ch et 420 Nm de couple ou un 4-cylindres Diesel 2 litres EcoBlue 190 ch et 400 Nm. Les deux motorisations sont accouplées à une boîte manuelle à six rapports, ou une boîte automatique à sept rapports en option. La Focus ST Mk IV bénéficie de trois modes de conduites (« Normal », « Faible adhérence » et « Sport ») et d'un quatrième (Track) disponible avec le Pack Performance.
La Focus ST bénéficie de la même option de la GT à savoir un système qui favorise une réponse directe à l'accélérateur à partir d'une alimentation en continu du turbo, même si le conducteur lève le pied. Le système de freinage se compose d'un disque de 330 mm sur l'avant et de 302 mm sur l'arrière. Le système de freinage est assisté par un intensificateur électrique qui permet d'obtenir une pression maximale très rapidement par rapport à un système classique.
La ST reçoit une calandre spécifique, des jantes de 19 pouces spécifiques, des sièges Recaro, des badges ST et elle est disponible avec des teintes inédites (Bleu Ford Performance et Orange Fury). Côté technologie, elle est équipée du système multimédia SYNC 3 avec un écran tactile couleur de 20 cm, un régulateur de vitesse adaptatif et peut recevoir un différentiel à glissement limité, des suspensions actives ou une direction perfectionnée.
En mai 2019, la Focus ST est déclinée sur la version break SW de la Focus. Elle reçoit un restylage en 2022.

### Focus IV RS
La Focus IV RS devait apparaître en 2020, motorisée par le 4-cylindres 2,3 litres suralimenté porté à 400 ch. Celui-ci était censé recevoir un système micro-hybride 48 V,. Cependant le constructeur abandonne le projet, pour des raisons de coûts de développement trop élevés.